# Tatra (entreprise)
Pour les articles homonymes, voir Tatra.
Tatra est une entreprise tchèque fabriquant des camions depuis 1898 et qui a exercé l’activité de constructeur automobile entre 1897 et 1998. Pionnier dans ce domaine en Europe centrale, Tatra a longtemps été réputé pour ses grandes routières aux lignes aérodynamiques. La marque a également produit des avions, des bus, des camions et du matériel roulant ferroviaire. 

## Automobiles

### Histoire

#### Tatra, un pionnier en Europe centrale

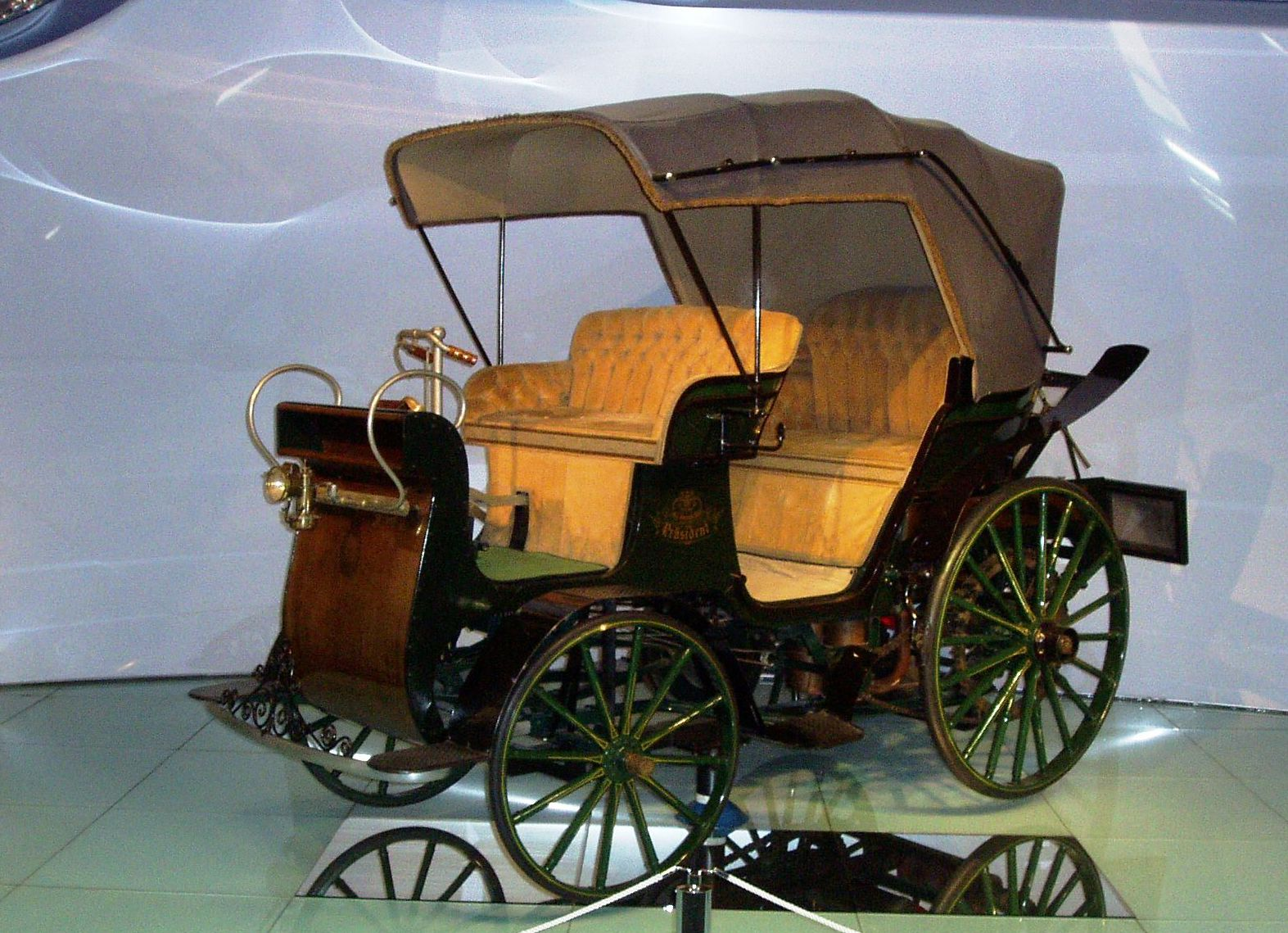
Réplique d’une Nesseldorf Präsident.

L’histoire de Tatra remonte à 1850, lorsqu’Ignaz Schustala crée un atelier de fabrication de véhicules hippomobiles dans la bourgade de Nesseldorf — aujourd'hui Kopřivnice —, en Moravie, alors intégrée à l'empire d'Autriche.
Après avoir élargi son secteur d’activité et forgé sa réputation, l’entreprise devient la Nesseldorfer Wagenbau-Fabriks-Gesellschaft AG, plus simplement appelée Nesseldorfer.
Après la mort du fondateur et le retrait de son fils, c’est le baron Theodor von Liebig qui va faire de l’entreprise le premier constructeur automobile de la future Tchécoslovaquie. 
En 1897, il construit pour cela un prototype équipé d’un bicylindre 2 750 cm3 d’origine Benz, nommé Präsident. Le baron atteindra la vitesse, extraordinaire pour l’époque, de 82 km/h au volant d’un modèle de 1899.

#### Hans Ledwinka, le monsieur Tatra

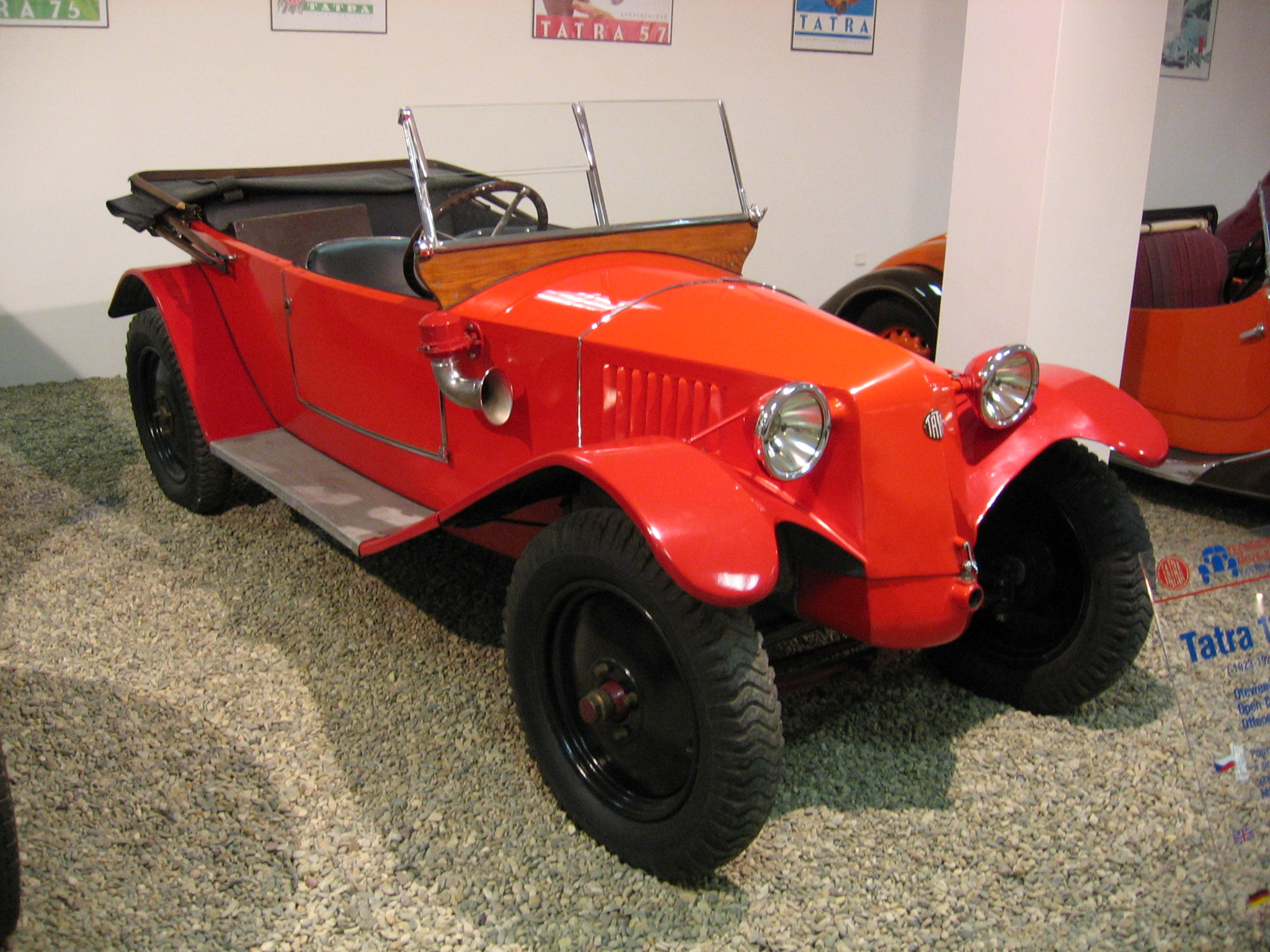
Tatra 11.

La type S apparaît en 1906, et reçoit un très moderne quatre cylindres de 3 303 cm3, conçue par Hans Ledwinka, jeune ingénieur de 28 ans entré chez Nesseldorf en 1897. Nommé à la tête du bureau d’études en 1912, il appliquera ses idées avant-gardistes sur nombre de modèles. Ainsi, la type U de 1915 est la première voiture du monde à recevoir des freins sur les quatre roues. 
La Tchécoslovaquie naît en 1918 et la Moravie est l'une des régions du nouvel Etat : la ville de Nesseldorf est tchèque, appelée Kopřivnice. En 1920, l’entreprise devient « Tatra », du nom des montagnes les plus élevées du nouveau pays, aux confins polono-slovaques.
Ledwinka revient chez Tatra en 1921, après un passage chez Steyr. Il conçoit la nouvelle Tatra 11, qui se distingue par son petit bicylindre à plat refroidi par air. Elle inaugure également le châssis à poutre centrale, qui deviendra une des marques de fabrique de Tatra.
La grande robustesse du modèle 11 en fit l’une des voitures favorites d’Adolf Hitler, qui parcourut des dizaines de milliers de kilomètres avec la sienne, à travers toute l’Allemagne. En 1932, la populaire T57 fait son entrée dans la gamme. Elle concurrence alors la Škoda Popular. Elle sera même assemblée en Allemagne et en Autriche.
À la même époque, le fils de Ledwinka, Erich, fait son entrée au bureau d’études. Ils s’intéressent tous les deux aux travaux de Paul Jaray, ingénieur suisse spécialisé dans les carrosseries aérodynamiques. De leur coopération naîtra l’unique prototype V570, à moteur arrière, qui n’est pas sans annoncer la future Volkswagen de l’Autrichien Ferdinand Porsche… qui a succédé à Hans Ledwinka chez Steyr.
Lors du lancement de la "voiture du peuple" qui ressemble de très près à la Tatra V570 , la firme tchèque annonce un procès en contrefaçon...qui n'aura pas lieu de sitôt en raison de l'invasion de la Tchécoslovaquie par l'Allemagne Nazie (Hitler aurait tranquillisé Ferdinand Porsche en lui disant que le problème serait réglé de façon expéditive et définitive) . Hans Ledwinka et Ferdinand Porsche admettront en privé que chacun avait parfois "regardé par dessus l'épaule de l'autre" . Le procès attendra jusqu'en 1961 et Volkswagen devra régler une amende transactionnelle  impressionnante de 3 millions de Deutschmarks

#### Moteur arrière et lignes avant-gardistes

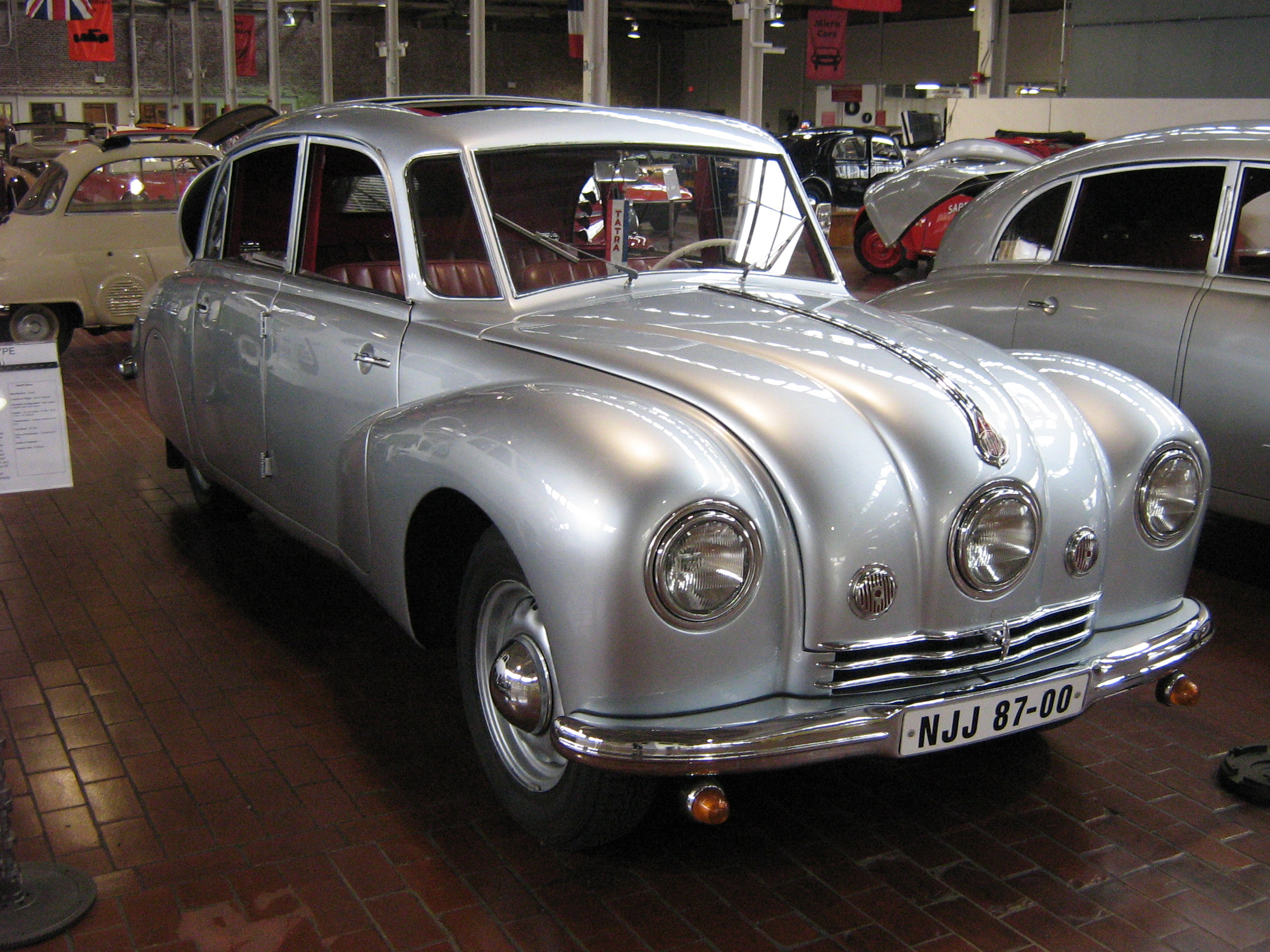
Tatra 87.

Au mois de mars 1934, Tatra fait sensation en présentant une immense limousine de 5,2 m de long, propulsée par un V8 arrière de 60 ch, et dont les lignes ont été dictées par l’aérodynamique : c’est la T77.
Elle sera remplacée à l’été 1935 par la T77A, plus grande de 20 cm et plus puissante de 10 ch.
Deux nouveaux modèles font leur apparition en 1937, les T87 et T97. Le V8 de la T87, offrant 75 ch, permet à la voiture d’atteindre 160 km/h, soit plus que la grande T77A (qui disparaît en 1938). La mécanique est encore perfectionnée, et cette voiture restera la préférée d'Hans Ledwinka, qui utilisera sa T87 personnelle jusqu’à sa mort en 1967.
La T97 est une sorte de T87 « en réduction », dotée d’un quatre cylindres à plat de seulement 40 ch. Elle ne sera produite que pendant un an, à environ 500 exemplaires.
Le 10 octobre 1938, l’annexion du territoire des Sudètes fait passer l’usine de Kopřivnice sous contrôle allemand.
Fritz Todt, inspecteur général des autoroutes allemandes, enthousiasmé par les Tatra, fait poursuivre la production de la T87 jusqu’en 1942 et celle de la petite T57 jusqu’en 1943.
La fabrication de la T87 reprend dans l’immédiat après-guerre. Elle sera vendue jusqu’en 1950.
Quant à la T57, elle revient en 1946 sous sa forme T57B de 1938, mais disparaît deux ans plus tard sur ordre du gouvernement communiste.

#### Les surprenantes T600 et 603

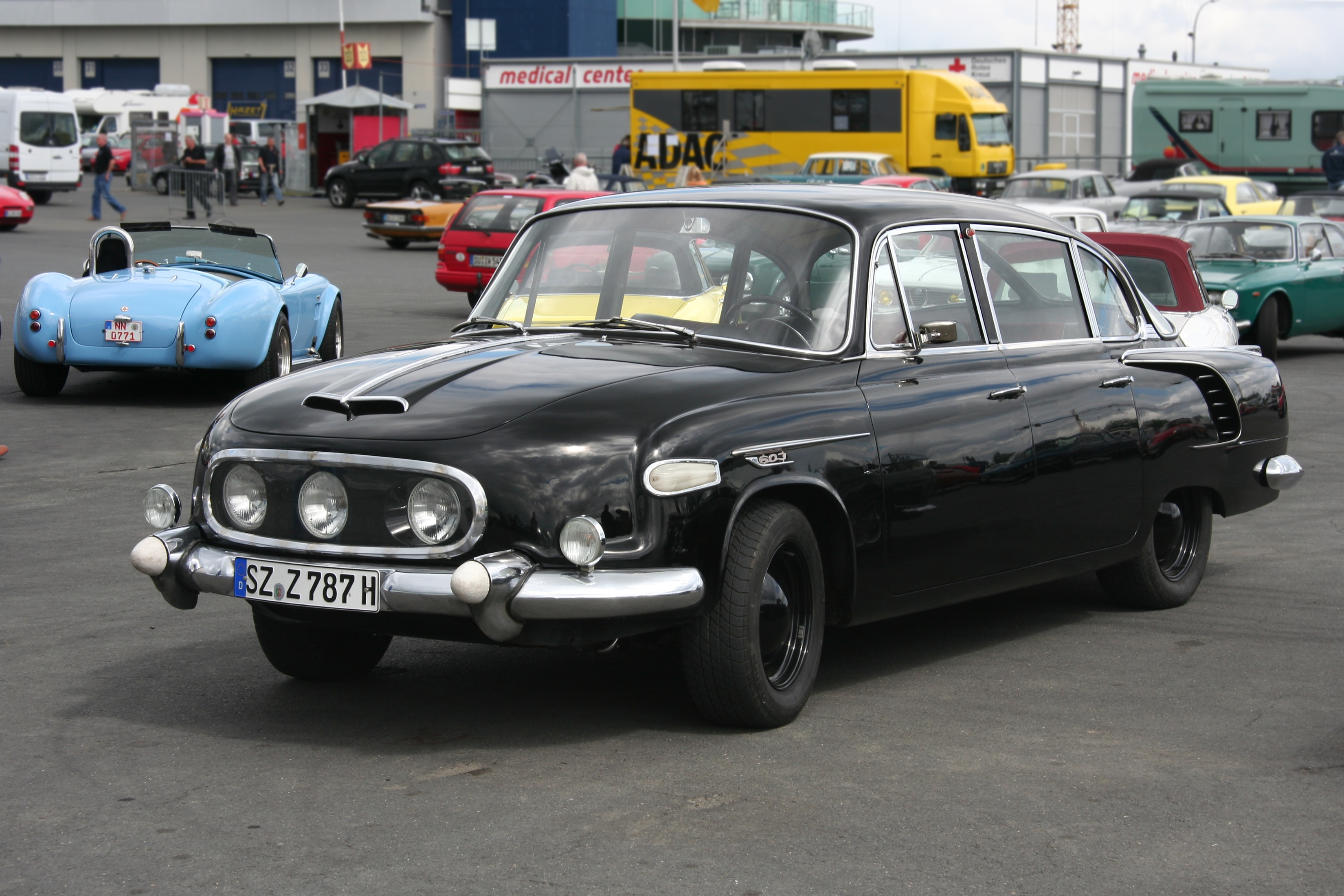
Tatra 603/1.

En 1945, Tatra décide de donner une remplaçante à la défunte et éphémère T97, sans Hans Ledwinka, qui a été  arrêté par la police pour collaboration avec les Allemands. Sorti de prison en 1951, il ne retournera jamais en Tchécoslovaquie.
Finalisée en 1947, la nouvelle T600 (initialement nommée T107), dite « Tatraplan » (en référence aux plans quinquennaux mis en place par le gouvernement communiste), dispose d'une ligne dans la plus pure tradition de la marque mais a bien failli disparaître prématurément. En effet, les autorités communistes comptaient cantonner Tatra à la production de camions et l’entreprise doit jouer des pieds et des mains pour maintenir la fabrication d’automobiles à Kopřivnice. Tatra doit néanmoins accepter la délocalisation de la production de la Tatraplan dans l'usine Škoda, à Mlada Boleslav, à partir de 1951. La carrière de la voiture s’arrête à la fin de l’année 1952.
Pendant les quatre années qui suivent, Tatra travaille sur un nouveau projet ; la 603. La voiture est présentée à la Foire de Brno en septembre 1956. Comme celui de ses glorieuses aînées, le style du nouveau haut-de-gamme de la production tchécoslovaque se veut moderne et surprenant, comme en témoignent les trois phares avant, abrités sous une unique glace. Sous le capot arrière se trouve un moteur V8 2,5 l développant 95, puis 105 ch. En 1962, la partie avant accueille désormais quatre phares très rapprochés. La troisième série arrive en 1968 avec quelques améliorations esthétiques et l’apparition de freins à disque. La carrière de la 603 prend fin le 25 octobre 1975, et laisse désormais la place à la nouvelle 613.
Au total, 20 422 Tatra 603 sont sorties de l’usine de Příbor où elles étaient assemblées depuis 1957 (le site de Kopřivnice étant désormais réservé aux camions), ce qui en fait la Tatra la plus produite de l’histoire.

#### Un quart de siècle d’histoire avec la 613

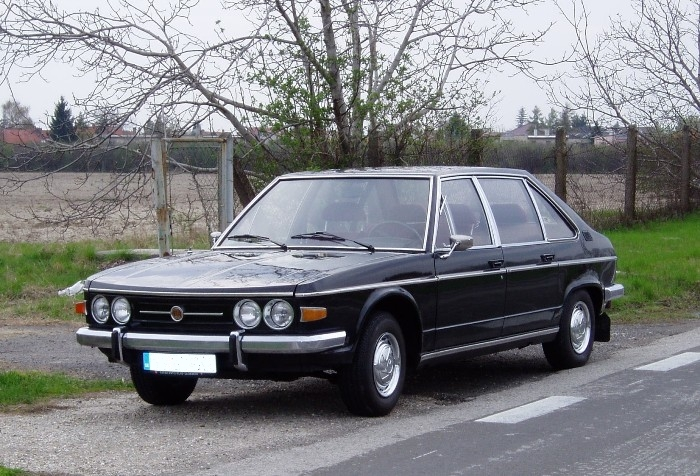
Tatra 613.

Dans les années 1960, Tatra construit quelques prototypes censés assurer la descendance de la 603 mais ils seront tous abandonnés. 
Le constructeur tchécoslovaque contacte alors le carrossier italien Vignale et lui commande deux berlines et un coupé. Si les trois prototypes sont prêts dès 1968, la production de la berline ne démarre qu’en 1973.  
Avec ce nouveau modèle, nommé 613, Tatra tourne le dos aux lignes aérodynamiques mais entre de plain-pied dans les années 1970. Le V8 arrière est néanmoins toujours au rendez-vous : ses 165 ch autorisent 190 km/h en vitesse de pointe. La 613/2 de 1980 revendiquera 168 ch. La 613 perd ses chromes en 1984, avec l’apparition de la 613/3, qui se veut plus moderne avec ses gros pare-chocs en plastique gris. 
À l’époque, la production chute considérablement, oscillant entre 200 et 600 unités par an. 
La fin du régime communiste au début des années 1990 est un passage difficile pour Tatra : le constructeur n’est plus le fournisseur attitré des voitures officielles du gouvernement, et les grosses Mercedes et BMW envahissent les routes du pays. La direction de Tatra est néanmoins convaincue que sa 613 peut encore envahir une petite niche du marché. En 1992, Tatra s’associe à un certain Tim Bishop, un Britannique qui désire importer des 613 très luxueuses dans son pays. Dans le but de concurrencer Jaguar, il imagine toute une gamme de voitures, dont une limousine et un coupé, mais cette ambitieuse idée n’aboutira pas. AU 1er janvier 1993, la Tchécoslovaquie est dissoute : la République tchèque et la Slovaquie naissent en tant que deux pays séparés. Tatra passe sous direction américaine et décide de séparer le département camions ( situé à Kopřivnice) du département automobile, en fonction à Příbor. Quant à la 613, les derniers modèles 613/5 sont assemblés en 1996 après 23 ans de carrière et une production de  11 009 exemplaires.

#### La fin de la division automobile

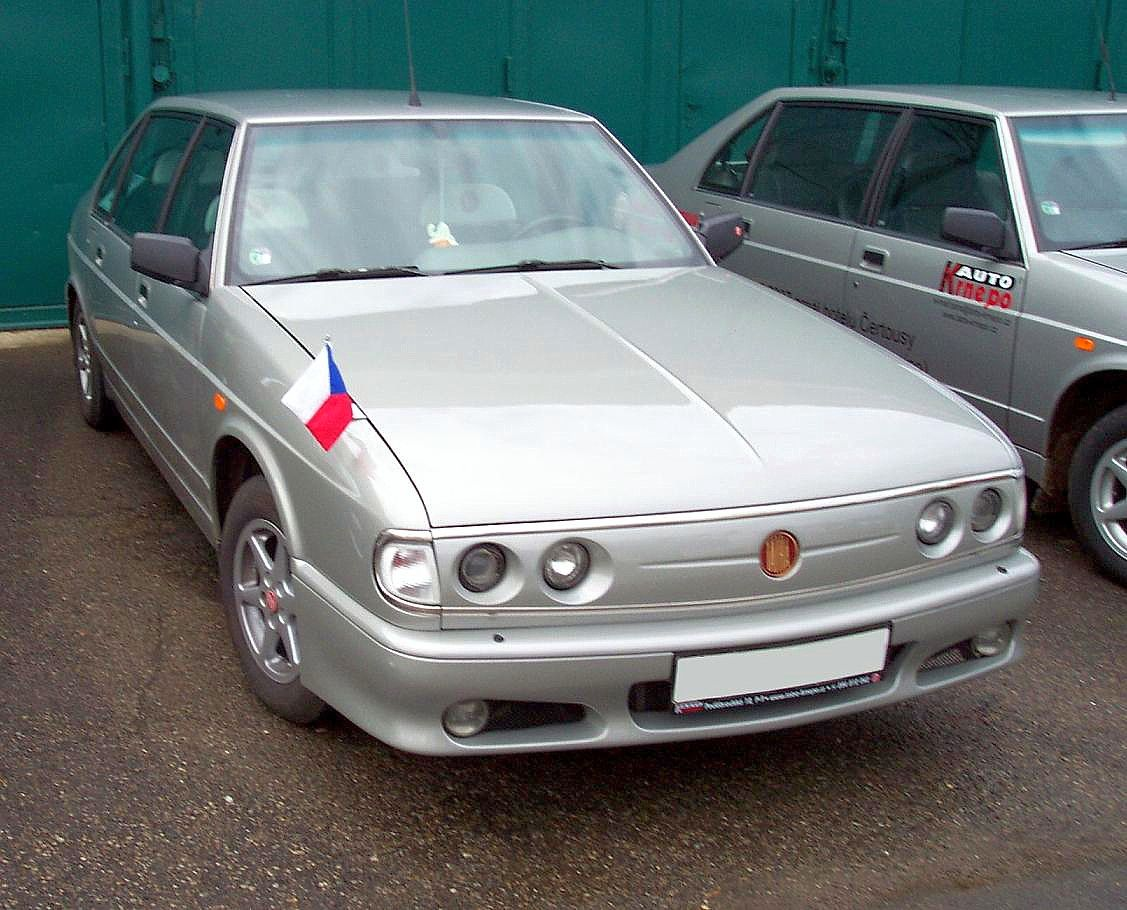
Tatra 700.

Parallèlement aux dernières améliorations apportées à la 613, Tatra conçoit avec le spécialiste tchèque MTX une berlinette à moteur central, un V8 4,9 litres Tatra de 295 ch, qui lui permettait d’atteindre 246 km/h. Cette MTX 4RS aurait dû être construite en France à une très faible cadence, mais le projet tombera à l’eau.
Désireuse de se reprendre en main, la direction lance son nouveau modèle en 1996 : la T700. Il s’agit en réalité d’une 613/5 remise au goût du jour par l’anglais Geoff Wardl. Cette T700 sera même carrossée en coupé de course par la société Eccora, spécialisée dans la restauration des Tatra. 
Toujours à la recherche d’un partenaire solide, Tatra décide en 1996 de fabriquer le Beta, un petit utilitaire en plastique animé par un moteur Hyundai de 1 341 cm3. Il sera vendu jusqu’en 1999.
En 1997, la T700 voit sa partie arrière restylée mais il est trop tard et la voiture disparaît au catalogue au printemps 1999, après 97 exemplaires produits. Tatra fabrique ainsi sa dernière automobile, avant de se consacrer exclusivement aux camions.

## Propriété actuelle
Terex Corporation, société américaine, a pris une participation majoritaire (71%) dans la société Tatra en fin d'année 2003 et l'a revendue fin 2006. Début 2007, la société était détenue majoritairement à 80,51% par Tatra Holdings s.r.o., consortium international comprenant la société britannique Vectra Limited, l'américaine Sam Eyde, la belge KBC Private Equity, la tchèque Meadowhill s.r.o. et l'américaine Ronald Adams. 
Le 15 décembre 2006, un contrat a été signé par Tatra avec le ministère de la Défense de la République tchèque pour la fourniture de 556 camions pour un montant équivalent à 130 millions de dollars. Ce contrat a été signé en vue du remplacement de véhicules militaires anciens, encore en service au service de l'armèe tchèque.
En avril 2007, Tatra a annoncé qu'elle avait produit 1 600 véhicules en 2006 et prévoyait de produire en 2007, entre 2.300 et 2.500 véhicules. Contrairement aux années précédentes, Tatra a augmenté ses effectifs d'une centaine de personnes au cours des deux derniers trimestres, inversant la tendance du passé, après correction des erreurs précédentes et a connu de nouveau une croissance.
En août 2011, le constructeur américain Paccar, à travers sa filiale hollandaise DAF Trucks, annonce avoir acquis une participation de 19% dans Tatra. Avec cet accord, les futurs camions Tatra devraient utiliser des cabines DAF et des moteurs PACCAR. Les concessionnaires DAF devant alors vendre des camions tout terrain Tatra dans leur réseau.
En mars 2013, criblée de dettes, la société Tatra est vendue aux enchères pour environ 7 millions d'euros. La production continue et, en 2013, Tatra a vendu 722 camions. Environ les deux tiers de ces unités ont été exportées. En 2016, Tatra a augmenté sa production de 56% à 1 326 véhicules.
En 2019, un peu plus de 1 000 camions sortent de ses usines. Environ 80% de cette production est destinée à l’exportation. Tatra Trucks emploie plus de 1 000 personnes, tandis que plus de 600 autres travaillent dans la filiale Tatra Metallurgie. A cette date, les forces armées tchèques utilisent plus de 3 000 véhicules de la marque Tatra.

### Modèles

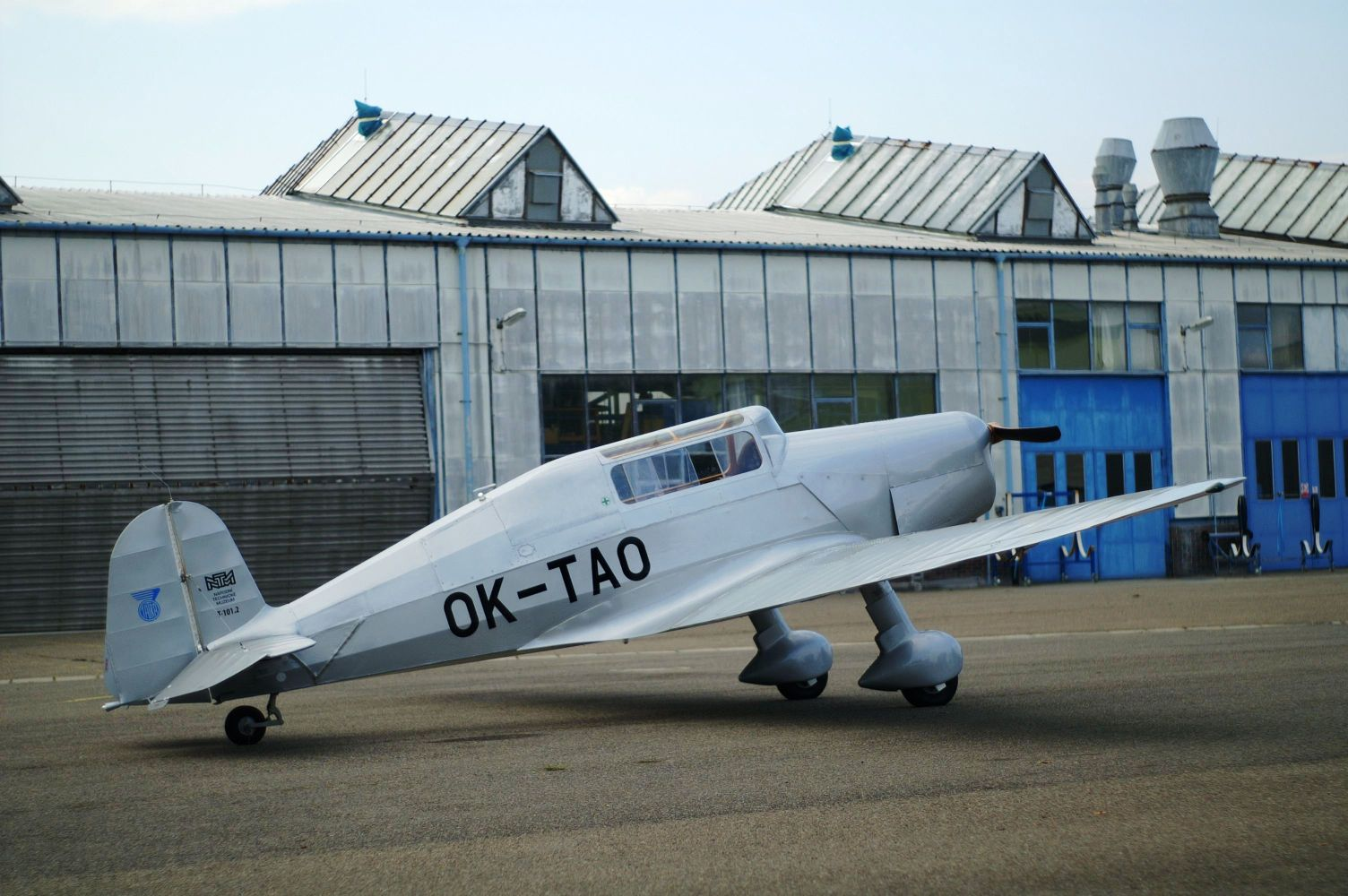
Tatra T-101

#### Sous la marque Nesseldorfer
- Nesseldorfer Präsident (1897-1899)
- Nesseldorfer Type A (1900-1902)
- Nesseldorfer Type B (1902-1904)
- Nesseldorfer Type C (1902-1905)
- Nesseldorfer Type E (1904-1906)
- Nesseldorfer Type F (1906-1907)
- Nesseldorfer Type J (1907-1911)
- Nesseldorfer Type L (1906-1911)
- Nesseldorfer Type S (1906-1914)
- Nesseldorfer Type T (1914-1923)
- Nesseldorfer Type U (1915-1923)

#### Sous la marque Tatra

##### Avant-guerre

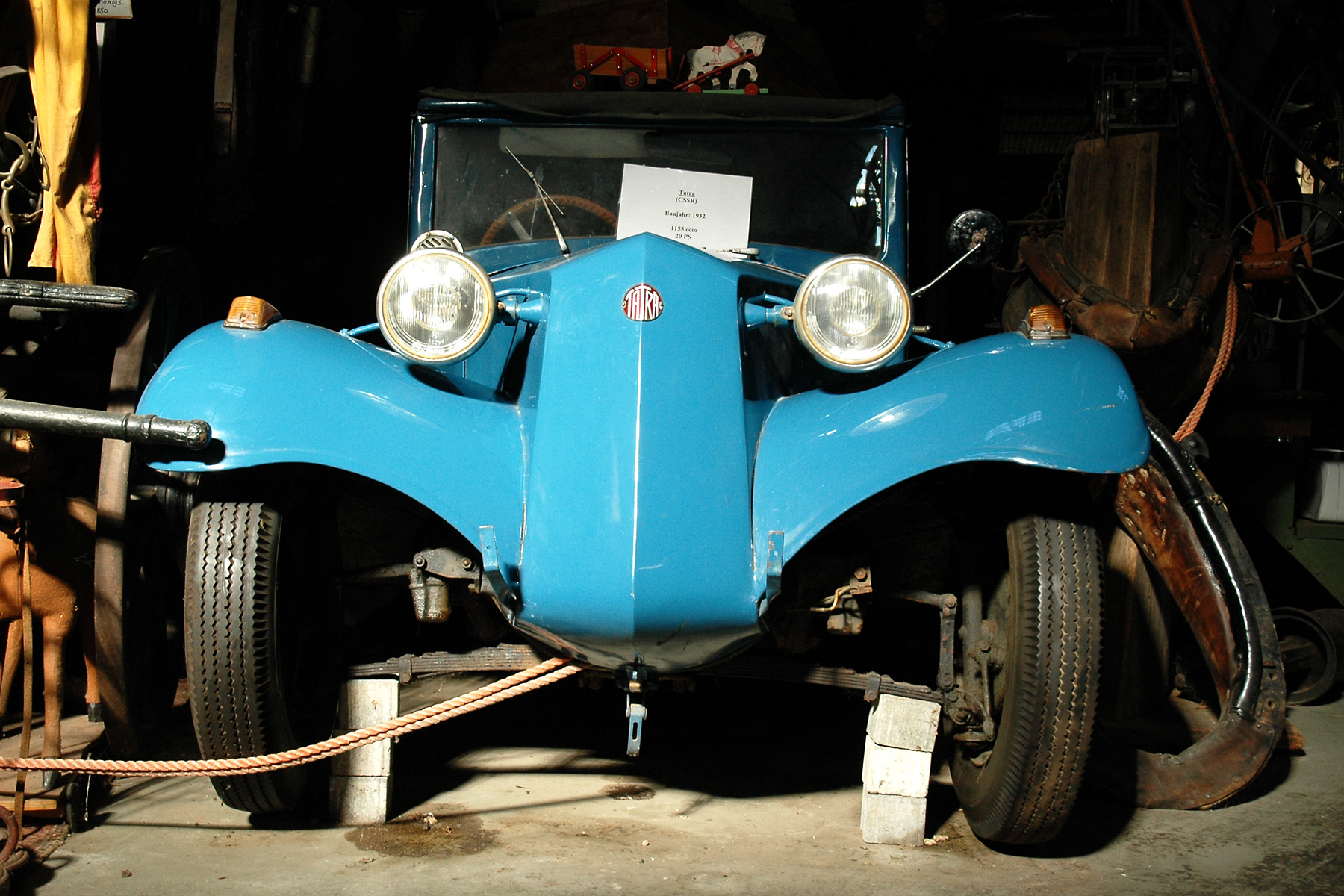
Tatra 52, année 1932

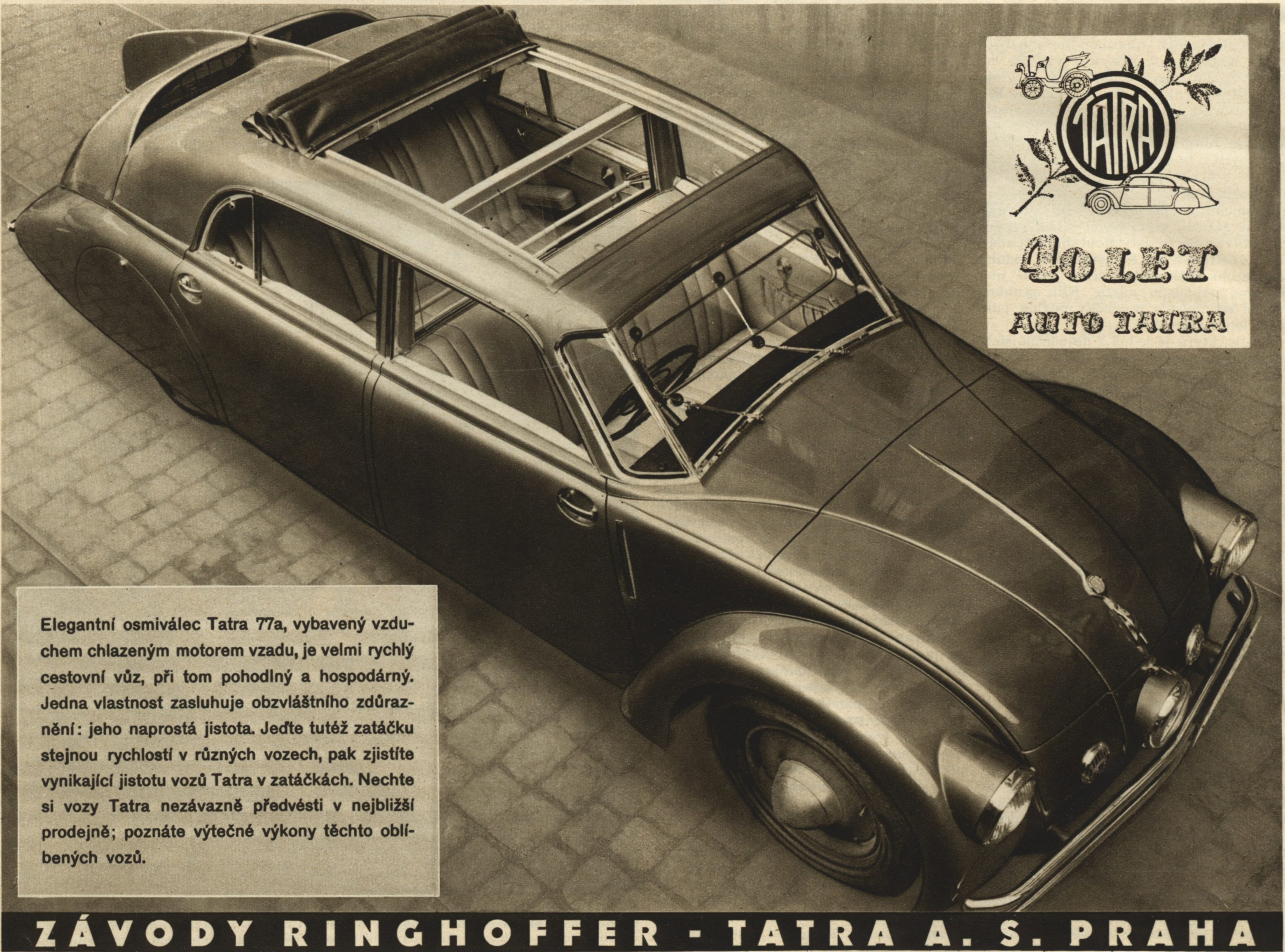
Publicité pour Tatra de 1937 parue dans Pestrý týden

- Tatra 10 (1923-1925)
- Tatra 11 (1923-1926)
- Tatra 12 (1923-1926)
- Tatra 17 (1925-1929)
- Tatra 20 (1923-1925)
- Tatra 30 (1926-1930)
- Tatra 30 Sport (1926-1930)
- Tatra 31 (1926-1931)
- Tatra 52 (1930-1937)
- Tatra 52 Sport (1930-1937)
- Tatra 54 (1931-1934)
- Tatra 57 (1932-1936)

- Tatra 57A (1936-1938)
- Tatra 57B (1938-1948)
- Tatra 70 (1931-1932)
- Tatra 70A (1934-1937)
- Tatra 75 (1933-1939)
- Tatra 77 (1934-1935)
- Tatra 77A (1935-1938)
- Tatra 80 (1931-1938)
- Tatra 87 (1937-1950)
- Tatra 97 (1937-1938)

##### Après-guerre
- Tatra 600 « Tatraplan » (1947-1952)
- Tatra 603 (1957-1975)
- Tatra 613 (1973-1996)
- Tatra 700 (1996-1998)
- Tatra Beta (1996-1999)

#### Prototypes
- Tatra V570 (1933)
- Tatra 90 (1935)
- Tatra 201 Sodomka (1947)
- Tatra 57B Sodomka (1948)
- Tatra 601 Monte Carlo (1949)

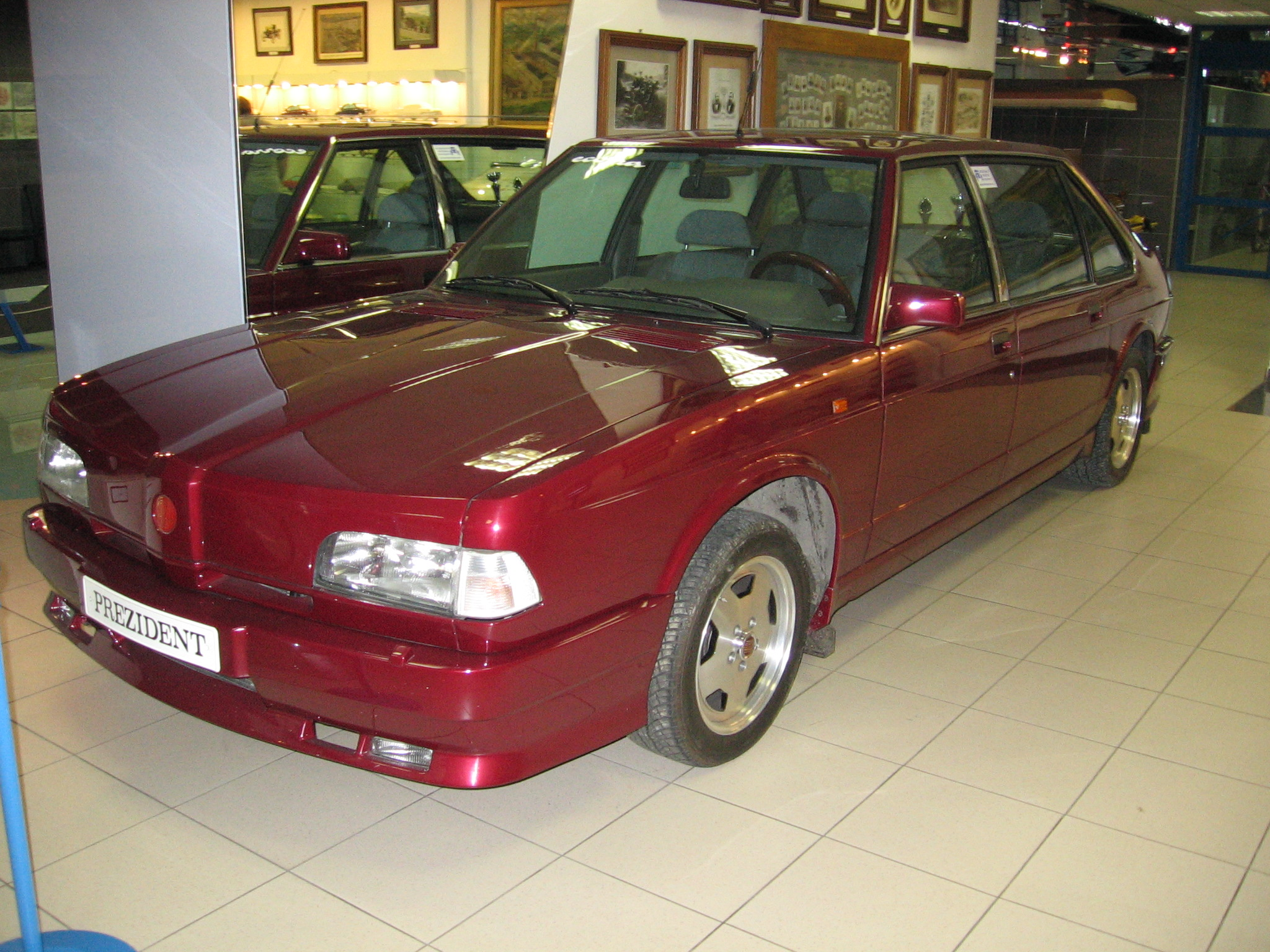
Prototype de la Tatra Prezident

- Tatra 600 Cabriolet Sodomka (1949)
- Tatra 600 Diesel (1952)
- Tatra 603A (1964)
- Tatra 603X (1965)
- Tatra 613 Coupé Vignale (1968)
- Tatra Grafit (1983)
- Tatra MTX 4RS (1991)
- Tatra Prezident (1994)

### Tatra à l’exportation

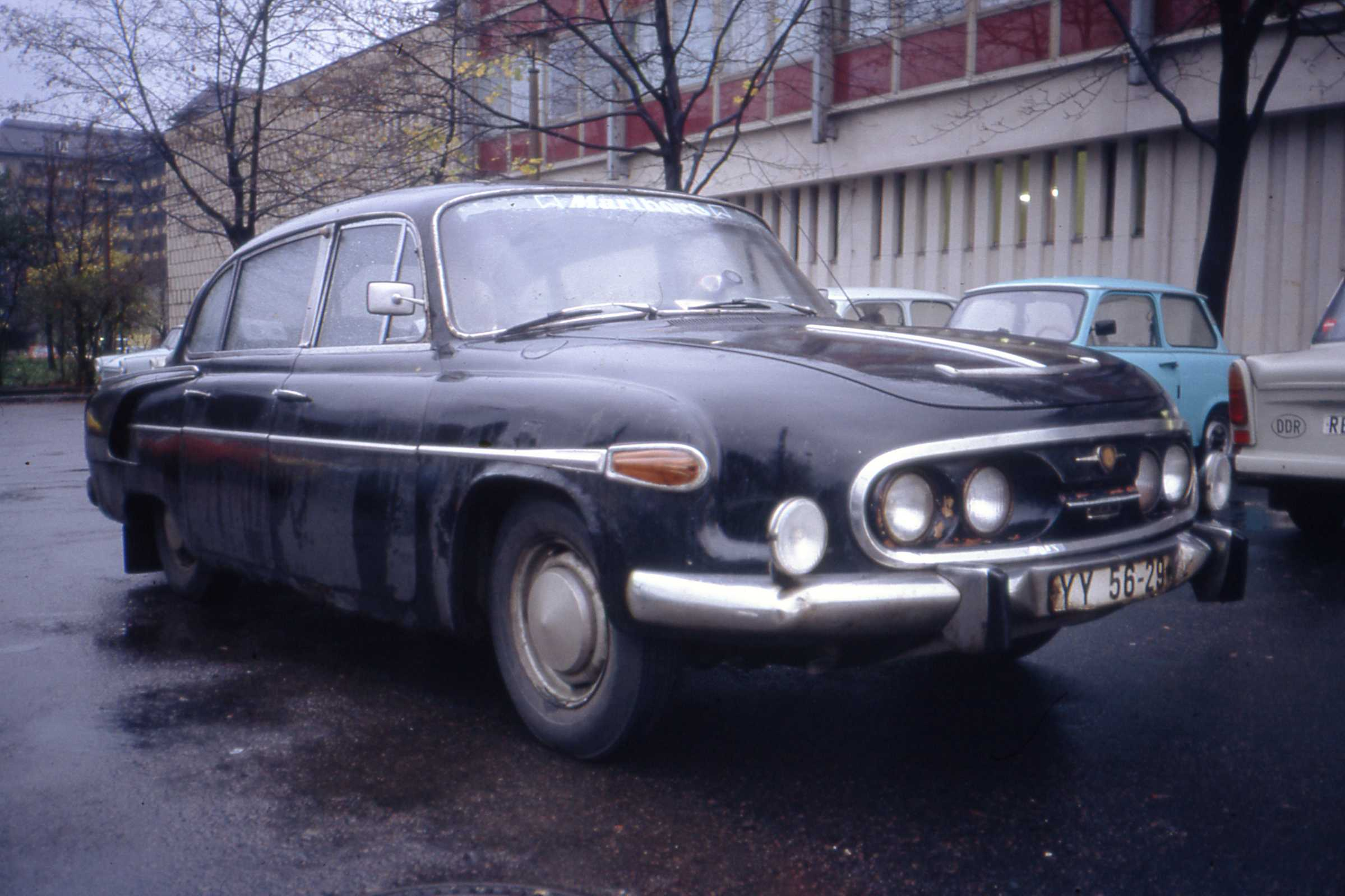
Une 603 immatriculée en Allemagne de l’Est

Si quelques modèles Tatra (principalement des T87) furent utilisés par les unités militaires allemandes pendant la Seconde Guerre mondiale, la carrière à l’exportation des voitures de la marque ne débute vraiment qu’après 1945. 
Ainsi, la T87 sera vendue dans les pays socialistes, terre d’accueil habituelle pour les Tatra, notamment en Bulgarie et en Hongrie, pays qui ne possèdent pas d’industrie automobile, mais aussi en Allemagne, en Autriche, au Benelux, en Suède, en Autriche, en Argentine, au Brésil, en Égypte, et en Afrique du Sud. En France, l’importateur Jacques Poch en écoulera huit exemplaires.
Parmi les personnalités ayant roulé en T87, on compte le roi Farouk d’Égypte, le futur pape Pie XII, l’écrivain John Steinbeck ou encore l’ingénieur Felix Wankel. Quant à la Tatraplan, elle a également plu en Autriche, en RFA, en Belgique ou encore au Canada. Elle avait alors la réputation d’une voiture « de connaisseurs ». Près de la moitié des Tatraplan produites sont parties à l’étranger. On la verra aux Salons de Bruxelles et de Paris mais aucun modèle ne sera immatriculé en France.
À l’inverse, la 603 (la voiture la plus produite de l’histoire de la marque) n’a pratiquement pas existé en dehors des pays de l'Est, le meilleur client étant la RDA. En tout, seuls sept exemplaires ont trouvé preneur en RFA, Belgique et Pays-Bas. La voiture avait pourtant été présentée aux Salons de Francfort, Genève, Bruxelles et Paris jusqu’en 1960. 
De l’autre côté de l’Atlantique, Fidel Castro bénéficiera d’un modèle de couleur blanche équipé d’une climatisation, qui est alors un privilège pour l’époque. Dans les années 1970, la société MAM Strager (qui importe les camions Tatra) possédait la seule 613 française, modèle qui sera présenté dans quelques salons internationaux, mais dont la carrière à l’exportation se limitera aux pays socialistes .

### Tatra et le sport automobile

#### Monoplaces et barquettes de course

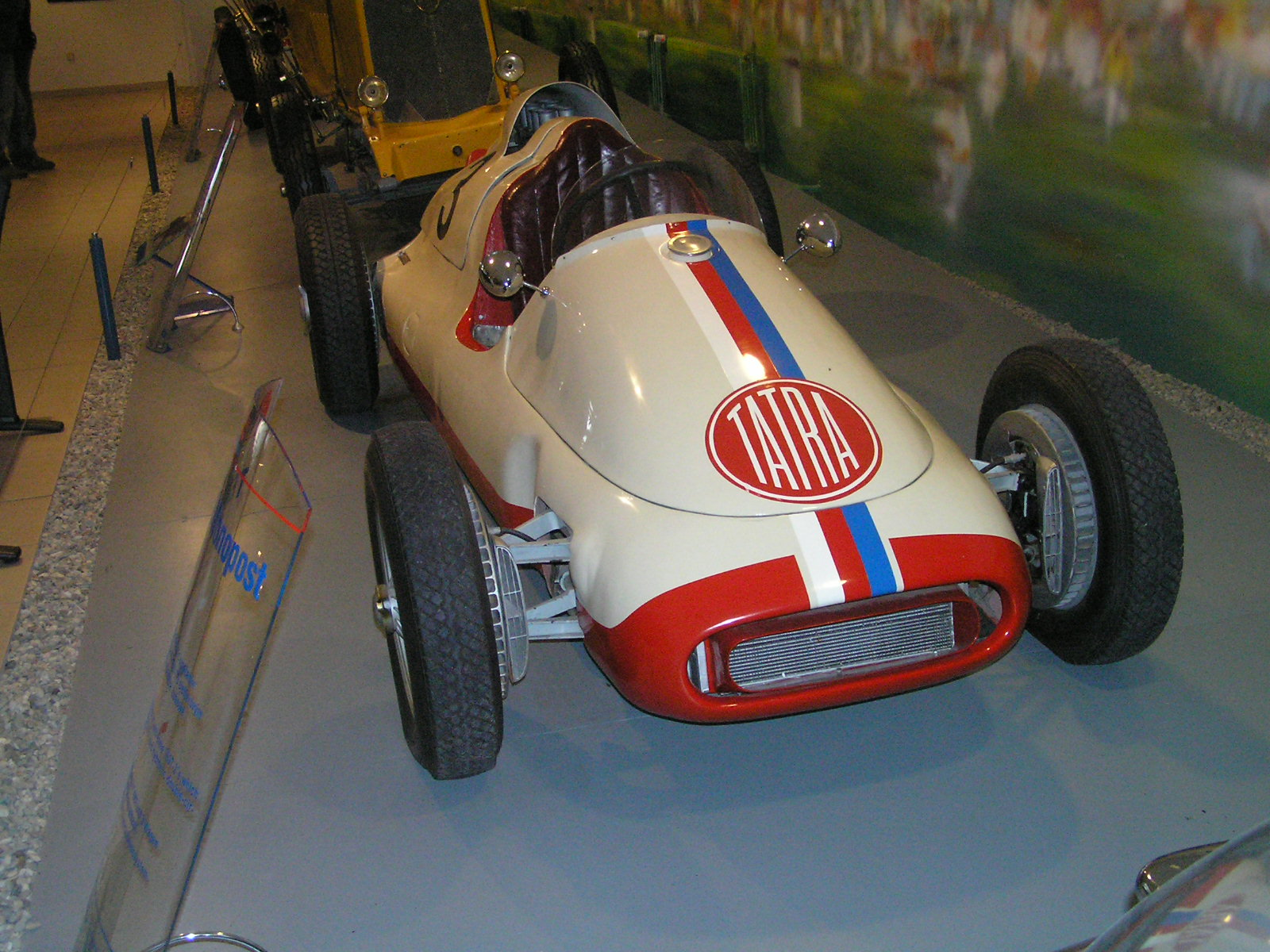
Tatra 607

Dans les années 1950 et 60, Tatra a conçu quelques monoplaces, essentiellement destinées à des courses en Tchécoslovaquie. La première d’entre elles apparaît en 1950, c’est la Tatra 607. Son V8 de 163 puis 183 ch servira de base au moteur de la 603. Elle sera remplacée en 1963 par la Tatra Delfin. Construite pour représenter la marque en Formule Junior, cette voiture est un mélange des genres : son moteur est un demi-V8 de 603, son embrayage provient d’une Volga M21 soviétique, sa transmission s’inspire de celle de la Fiat 600 et ses freins à disque sont d’origine Renault. Au début des années 1950, deux « Tatraplan Sport » (type T602) participent à quelques courses dans le pays. Ces barquettes biplaces animées par un V8 seront toutes les deux détruites dans des accidents.

#### Rallyes

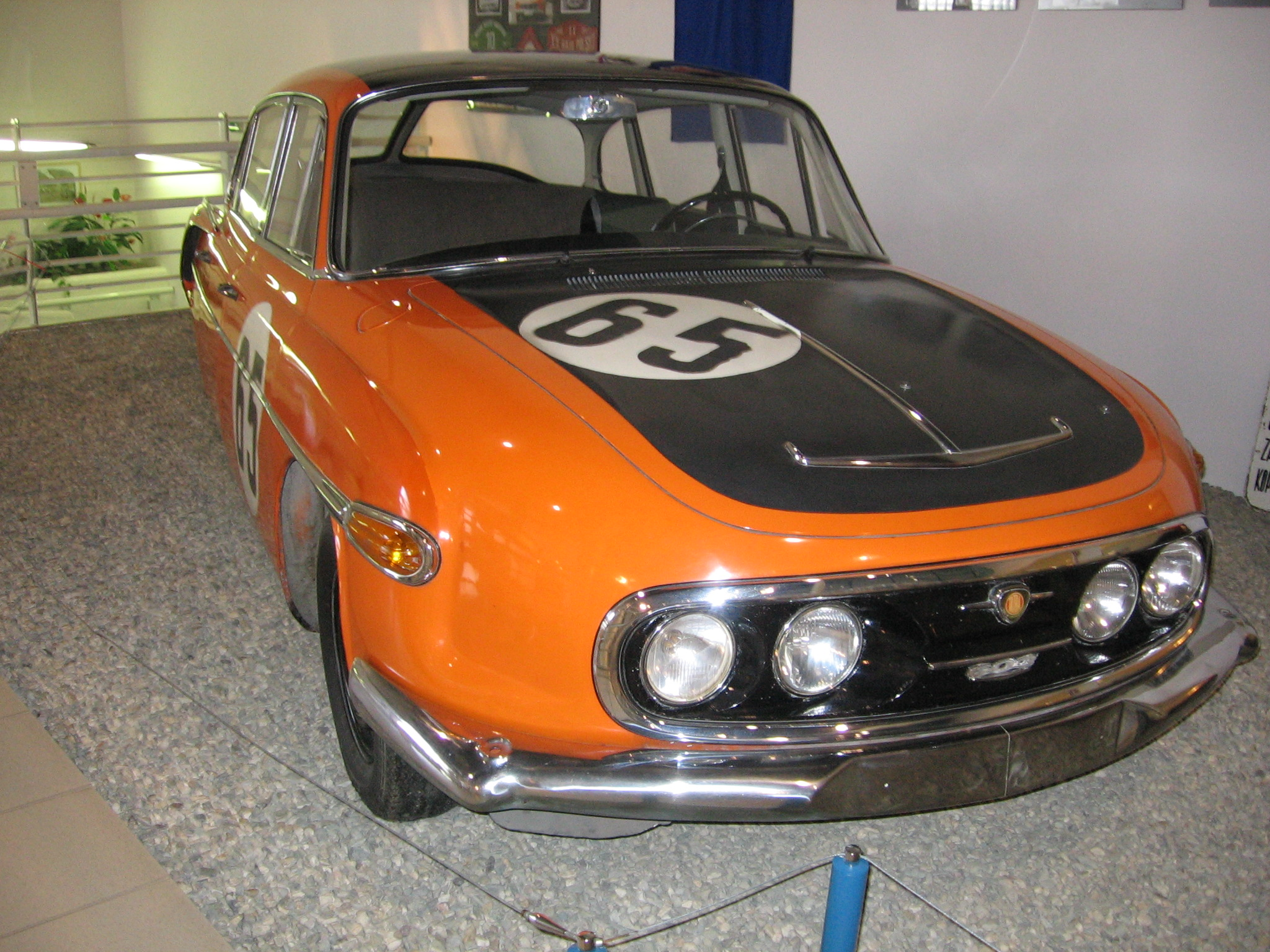
Tatra 603 B5

Si quelques courses sont disputées du temps de Nesseldorf, les Tatra commencent véritablement à se distinguer en rallye à la fin des années 1940, grâce à la Tatraplan. Elle participera notamment à l’Alpenfahrt, à Liège-Rome-Liège, au rallye de Monte-Carlo, ou encore au Grand Prix des voitures de Série à Francorchamps. 
L’unique coupé T601 remportera sa catégorie à l’Alpenfahrt 1949. La carrière sportive de la 603 mérite également notre attention, car un modèle spécialement étudié pour la compétition sera développé par les ingénieurs tchécoslovaques : cette Tatra 603 B5 de 150 ch, fabriquée à huit exemplaires entre 1966 et 1967, atteignait la vitesse de 200 km/h. La 603 se distingua également au Marathon de la Route en 1965, où elle se classa troisième et quatrième sur le Nürburgring. Elle a également participé avec plus ou moins de succès au Tour de Belgique, à l’Alpenfahrt, au Liège-Sofia-Liège et au rallye Wartburg. 

### Galerie

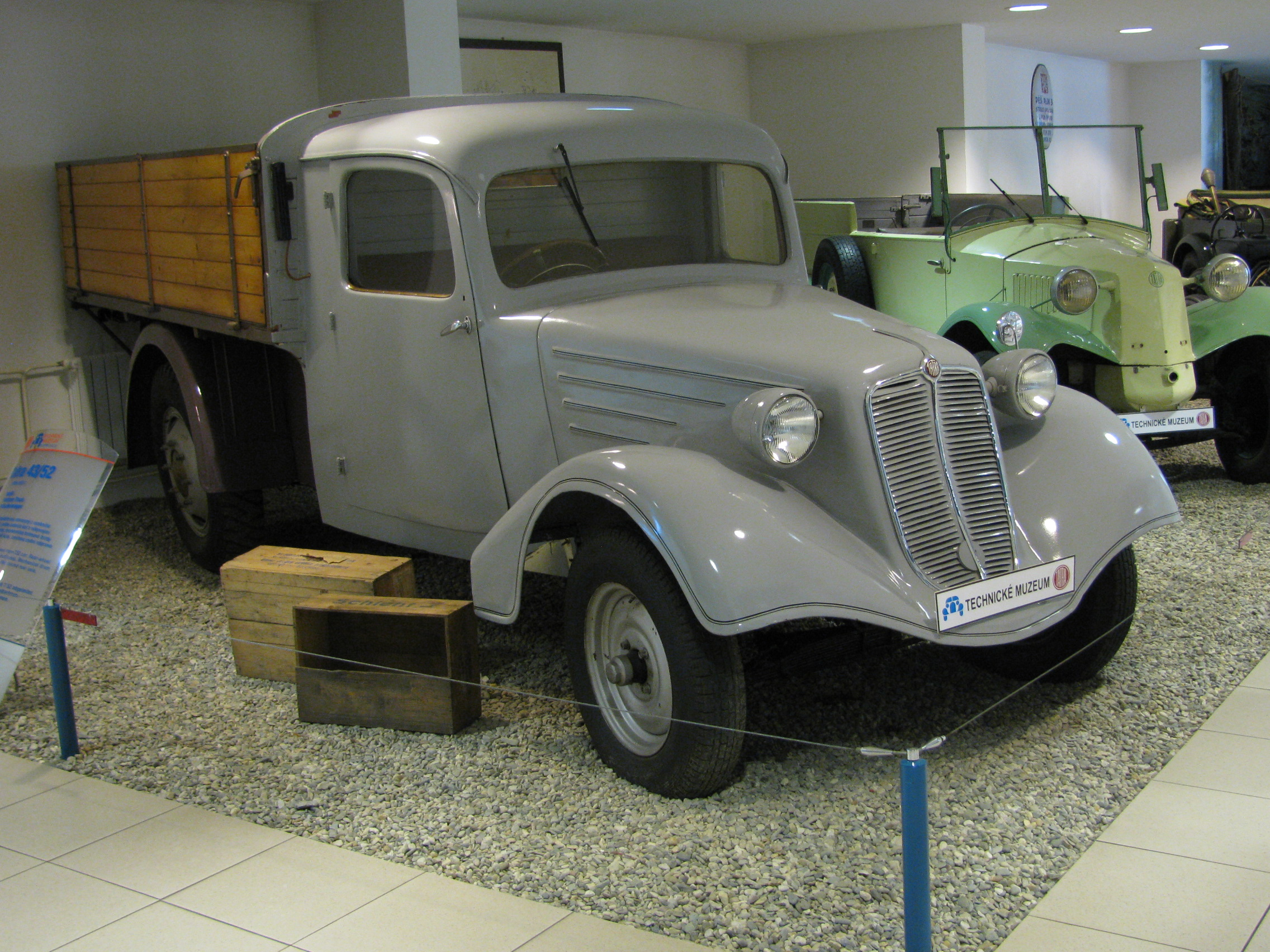
Tatra 43
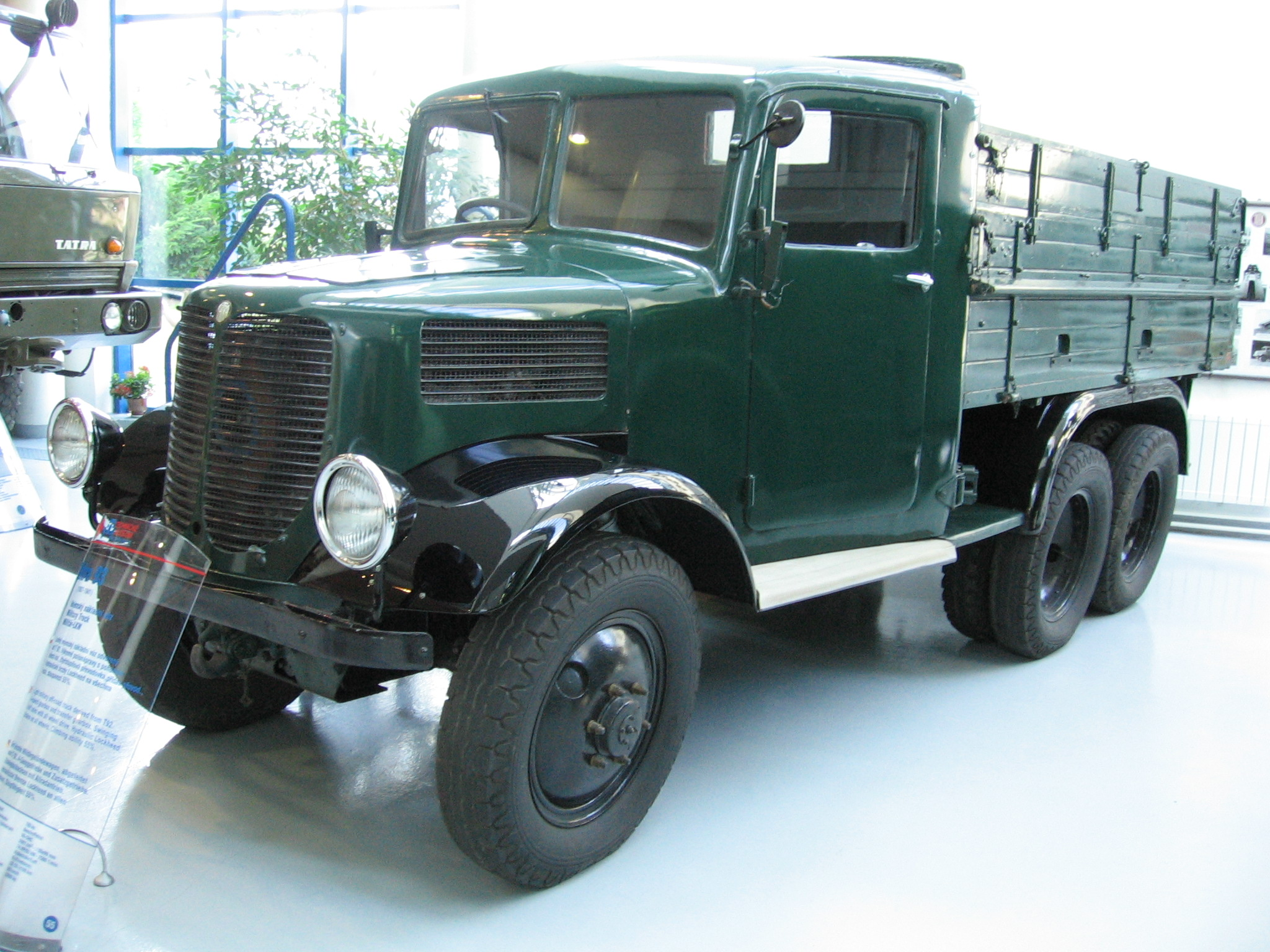
Tatra 93
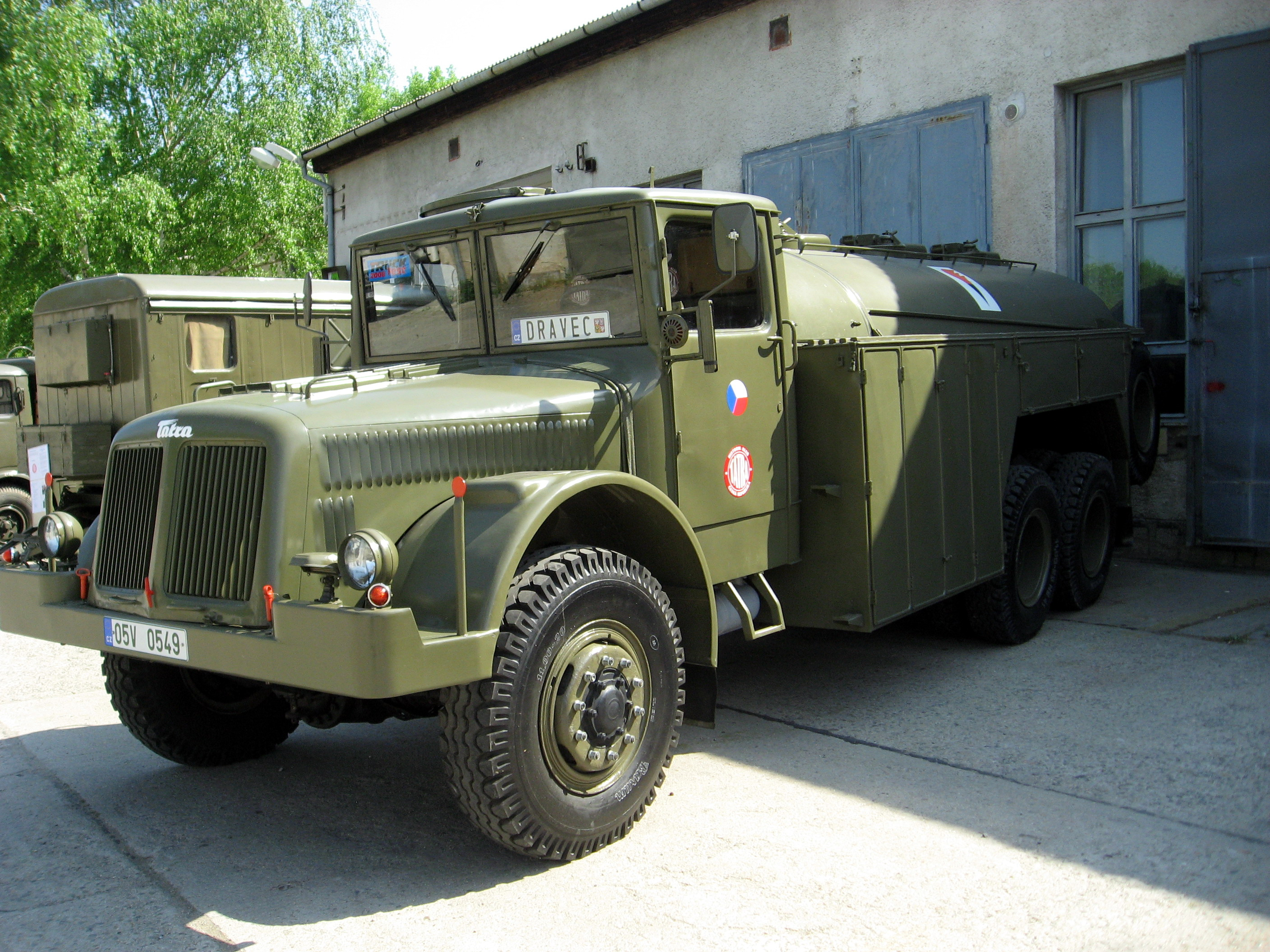
Tatra 111
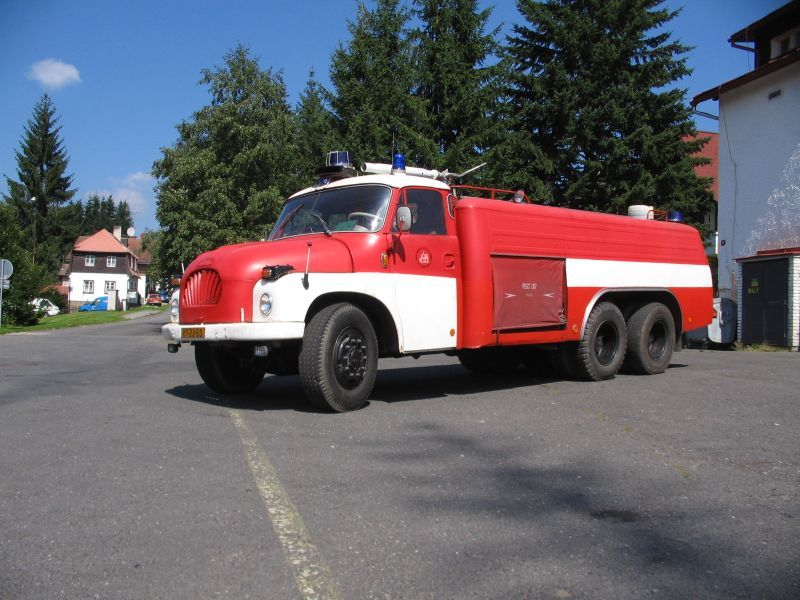
Tatra 138
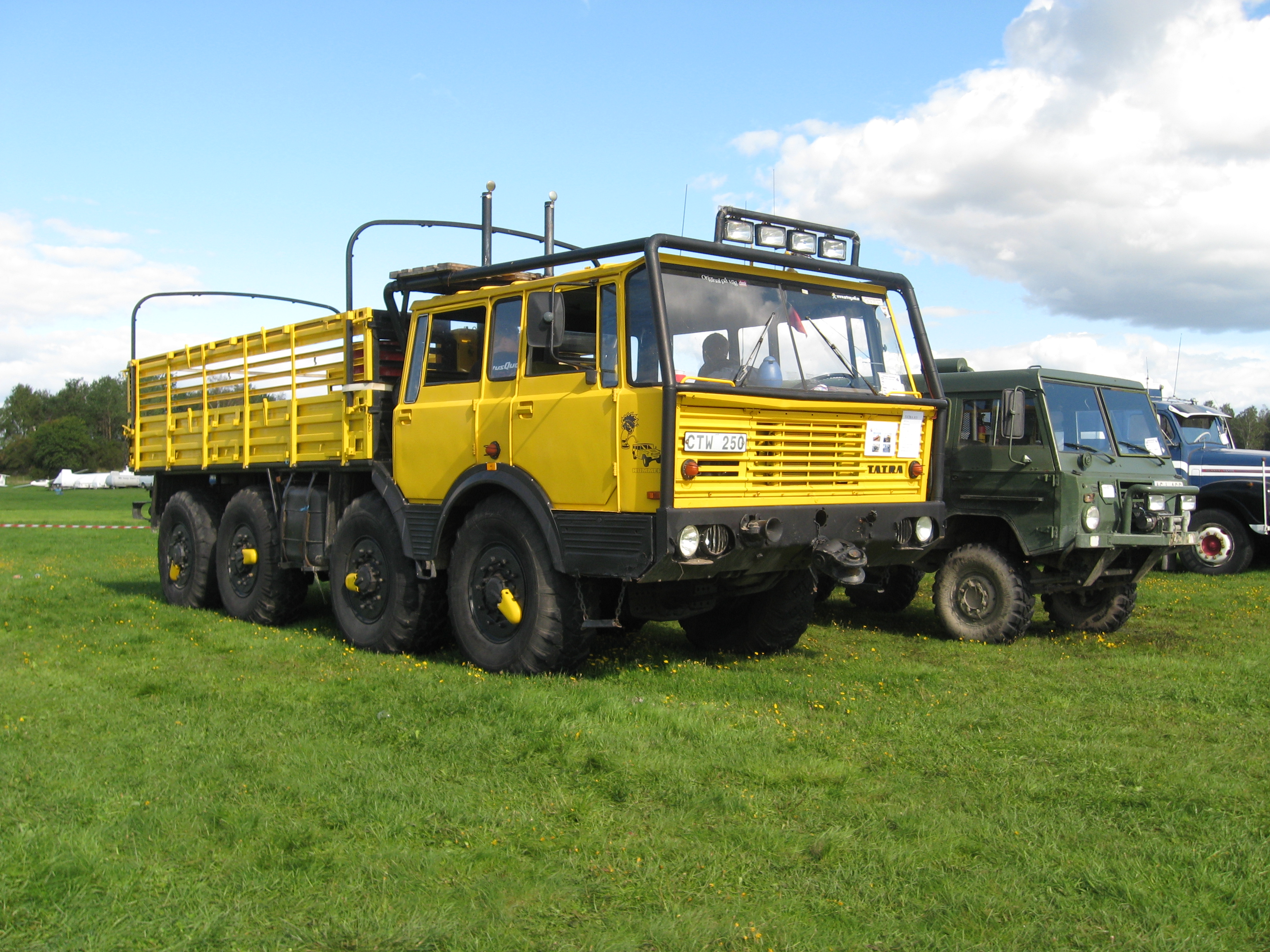
Tatra 813
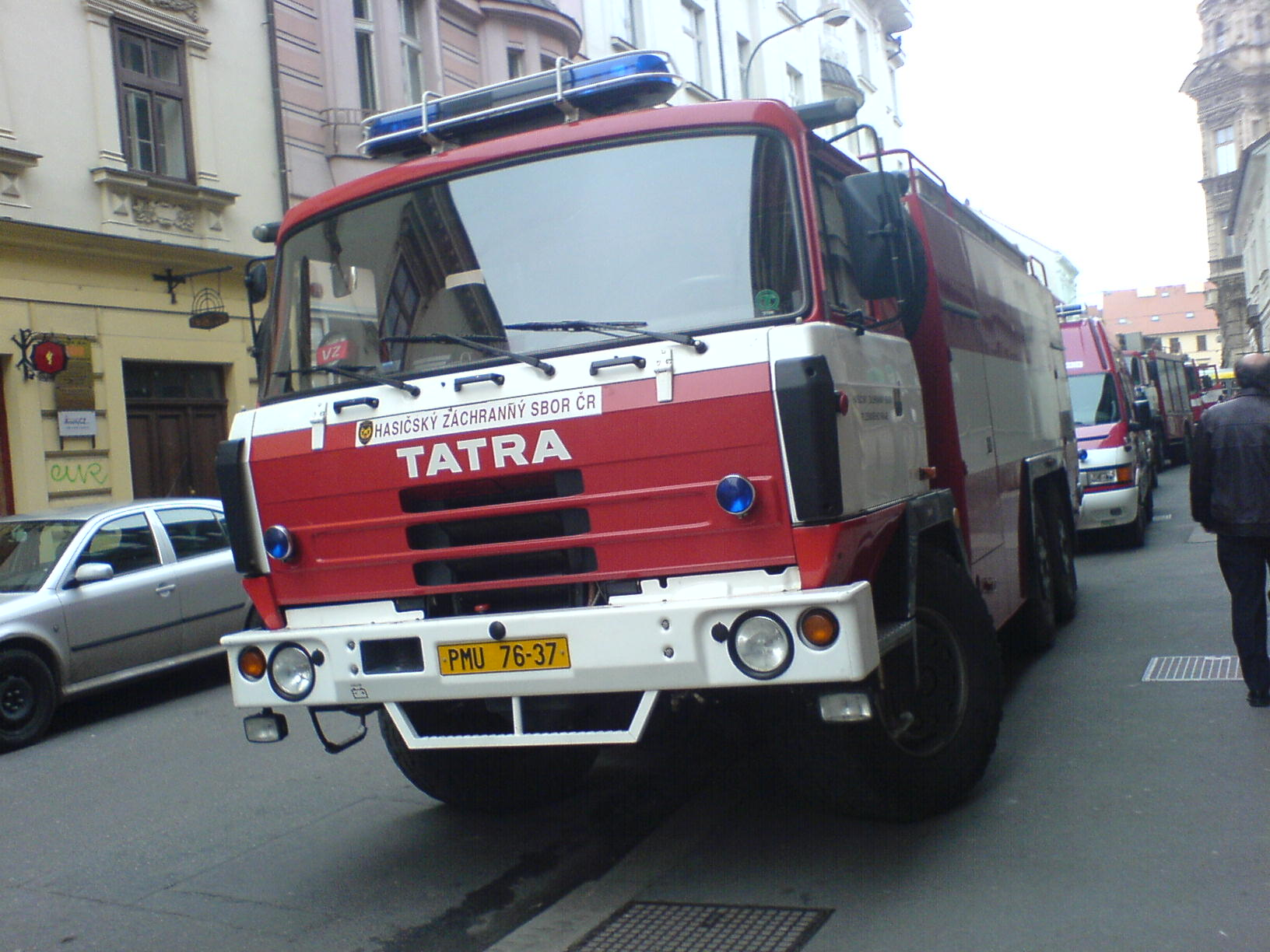
Tatra 815
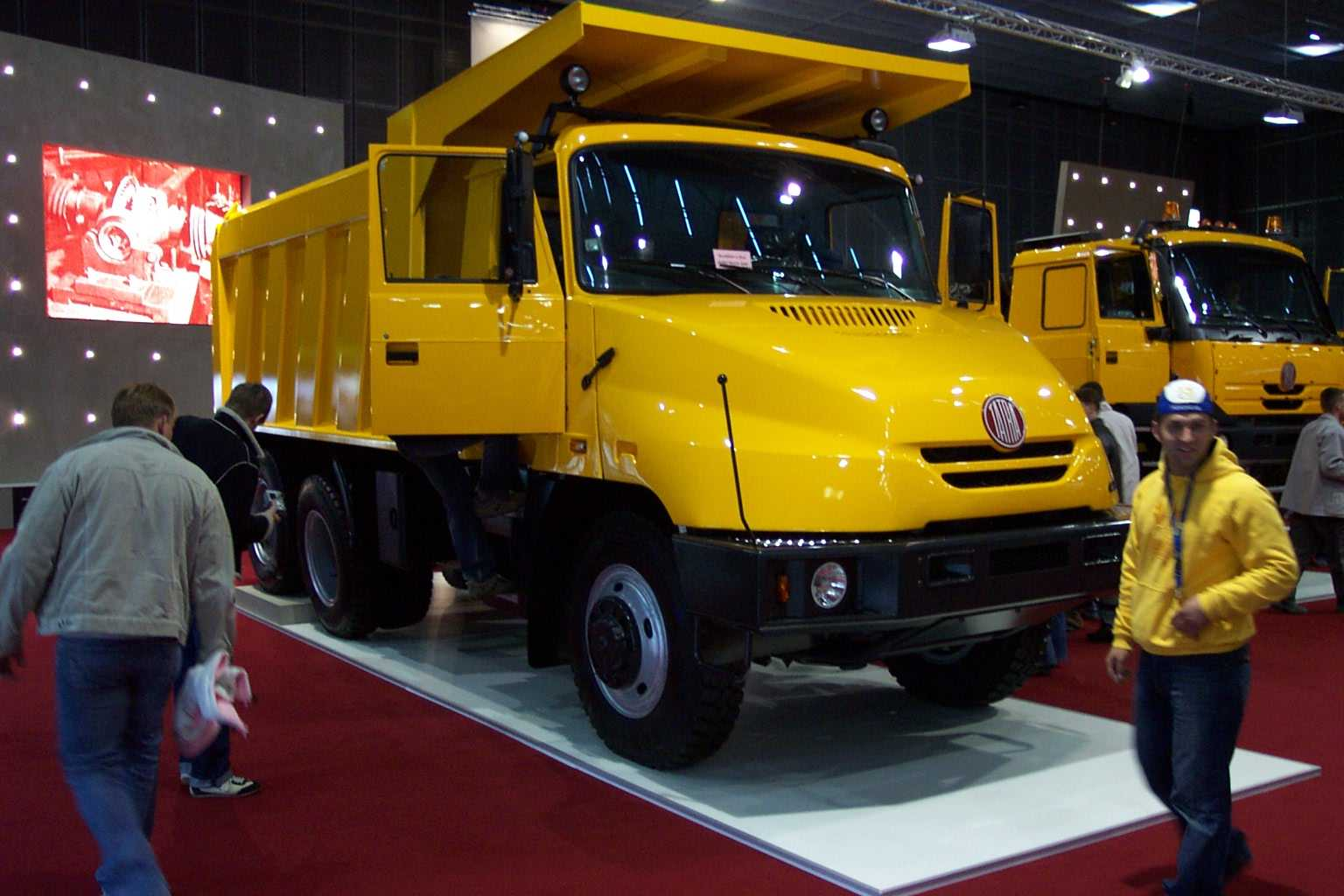
Tatra 163

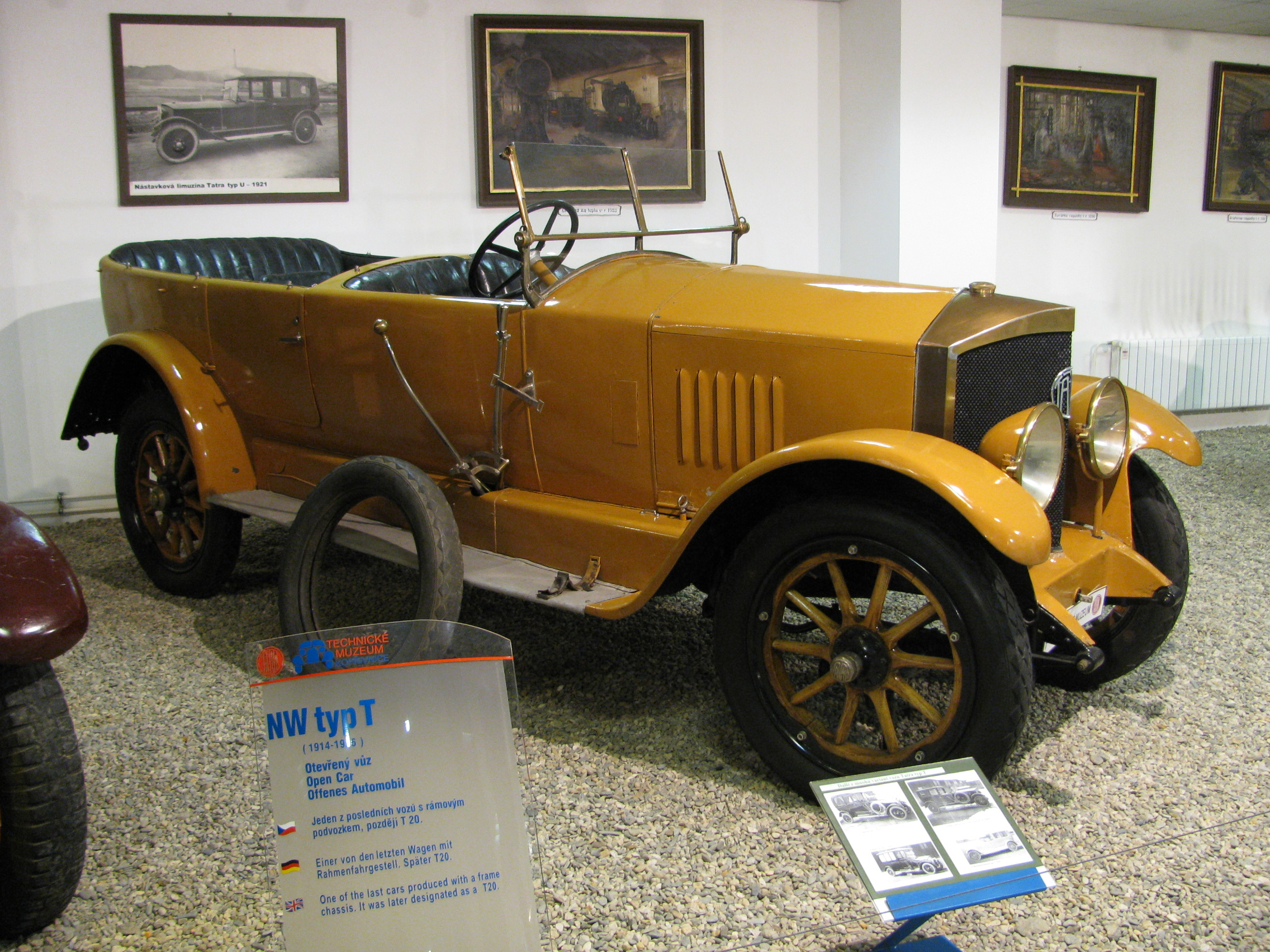
Nesseldorf Type T
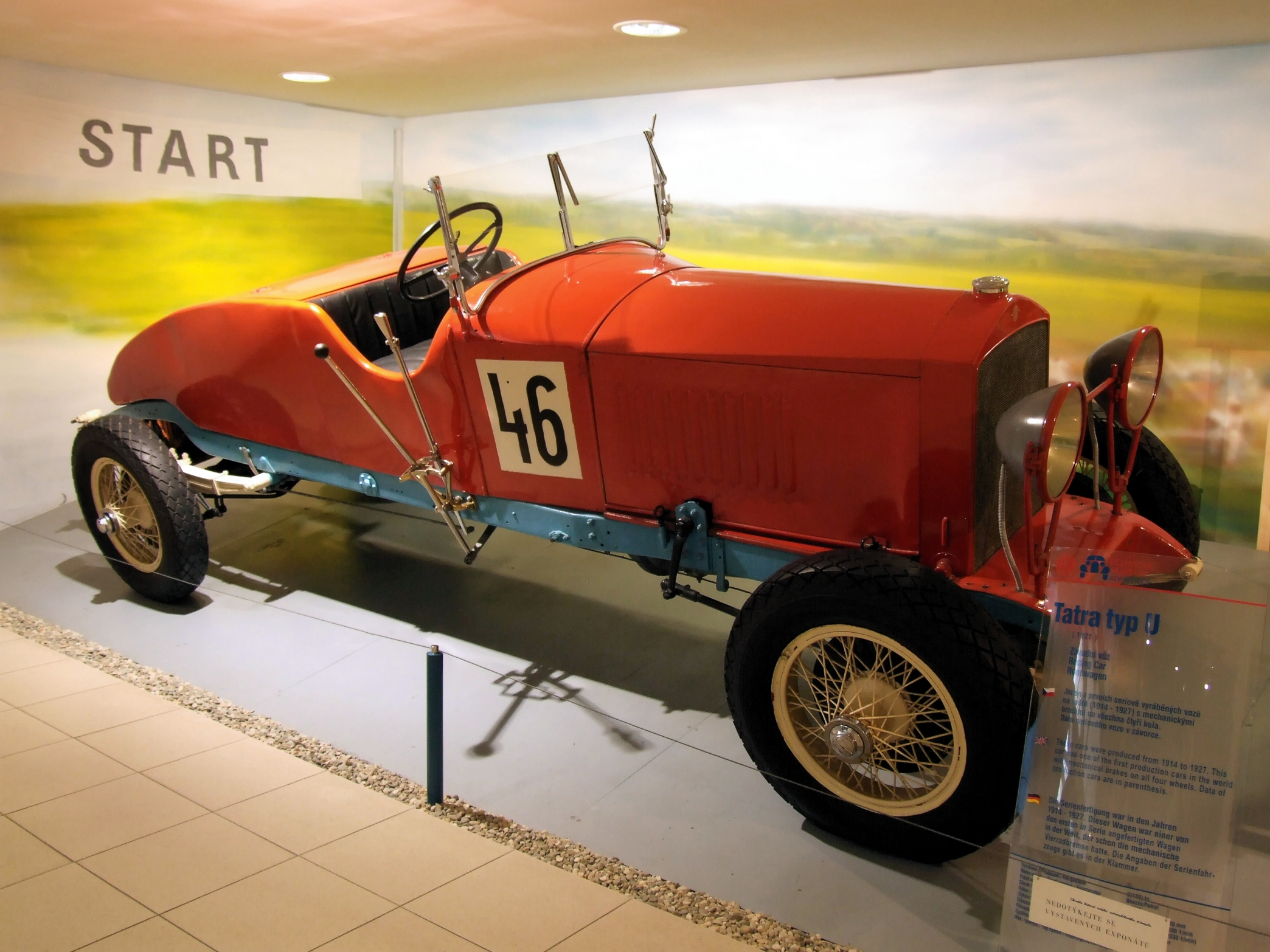
Nesseldorf Type U
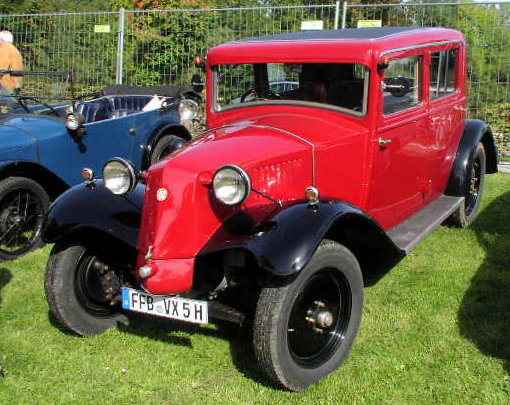
Tatra 30
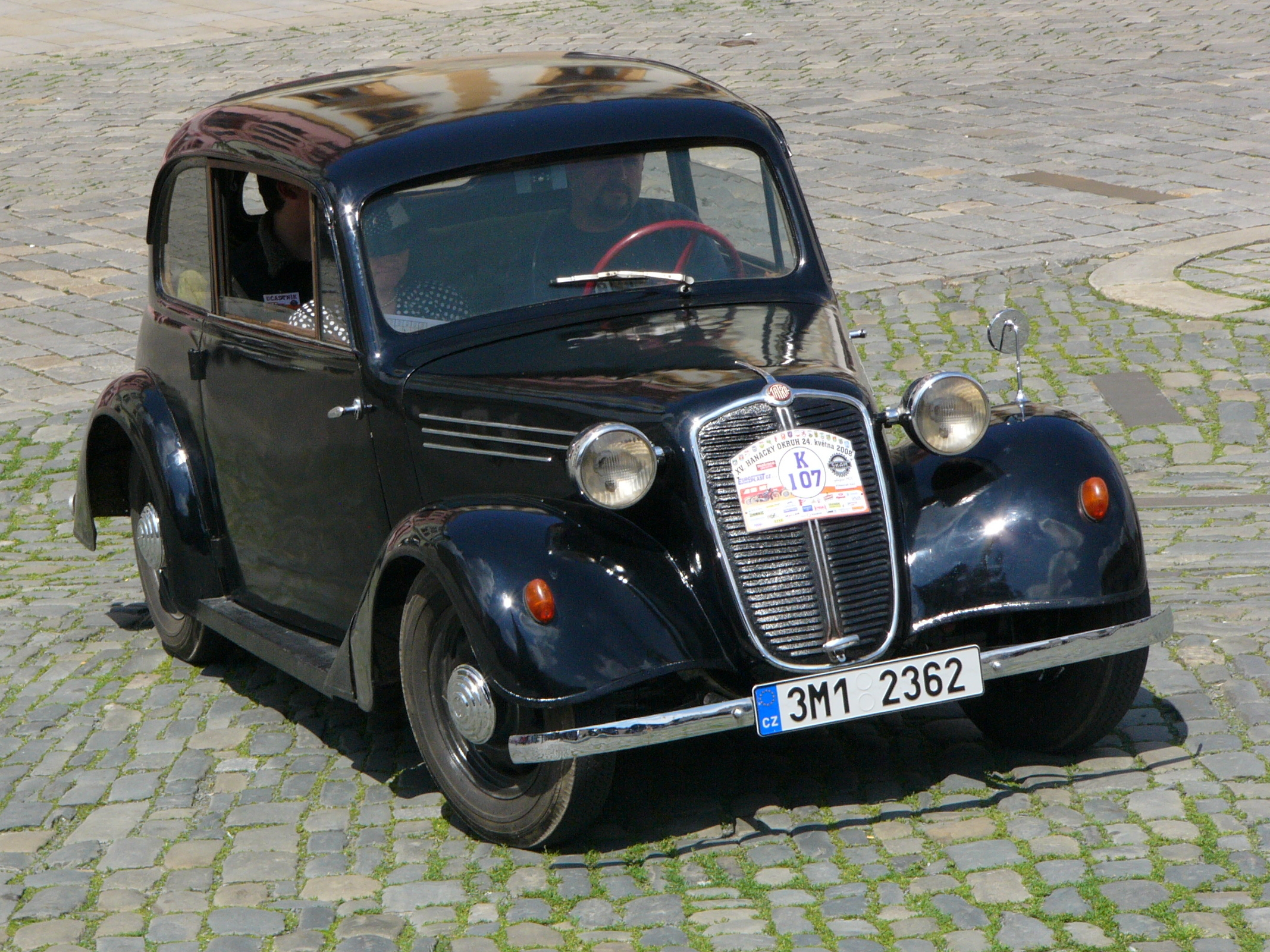
Tatra 57B
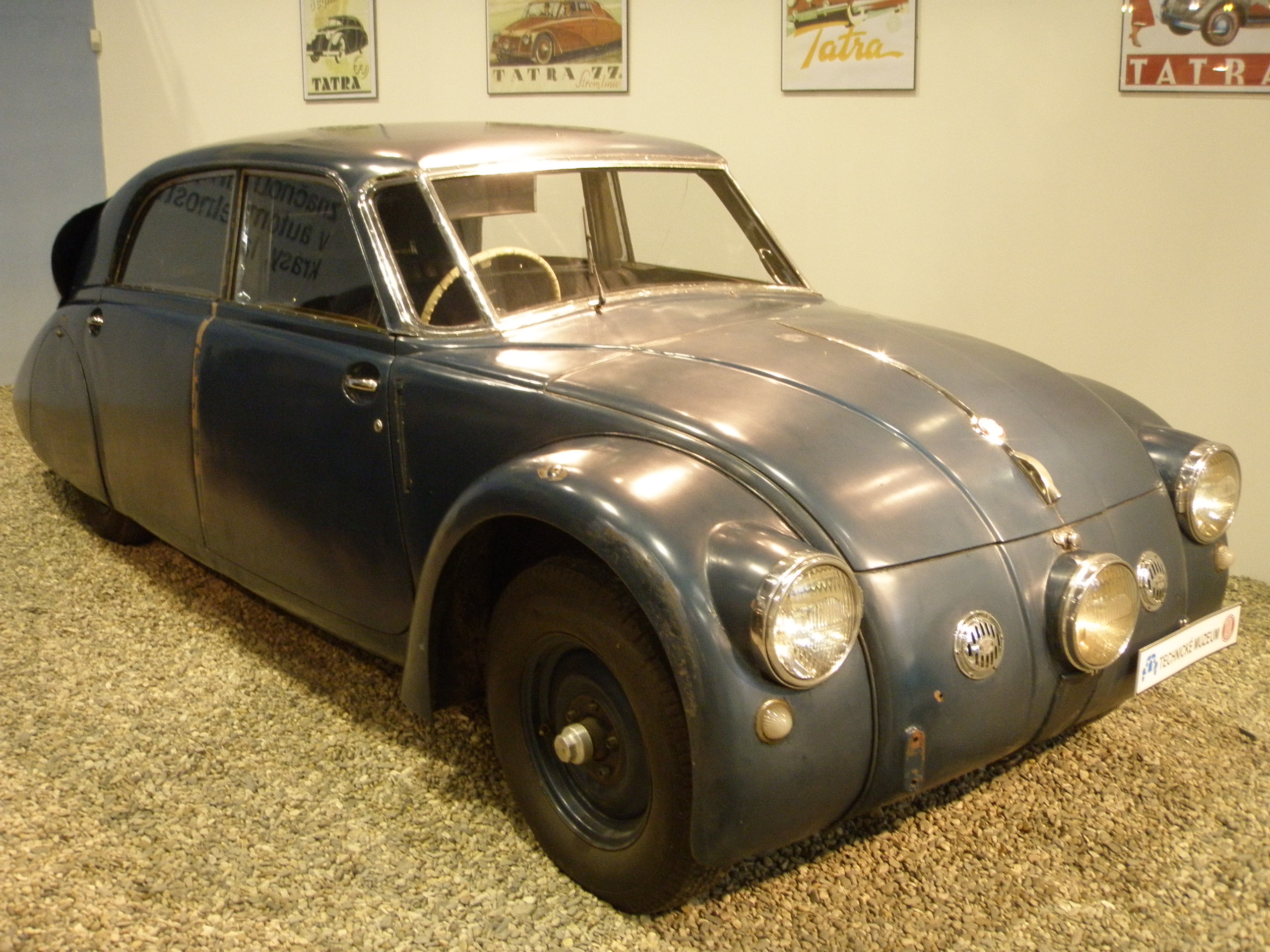
Tatra 77
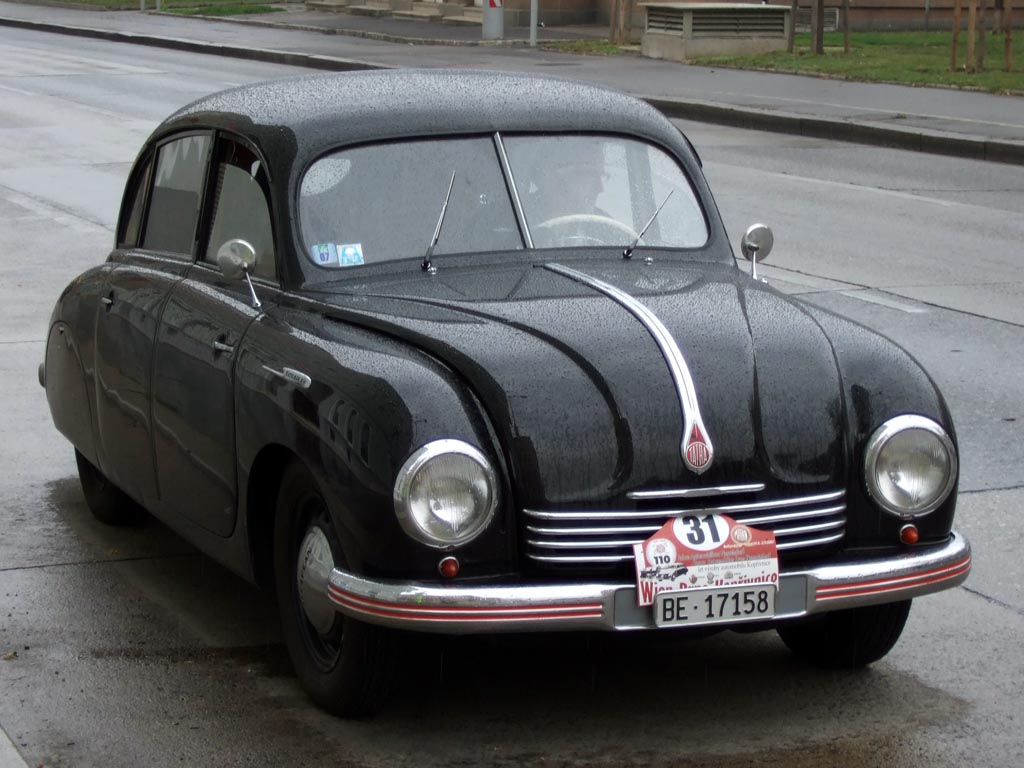
Tatra 600 "Tatraplan"
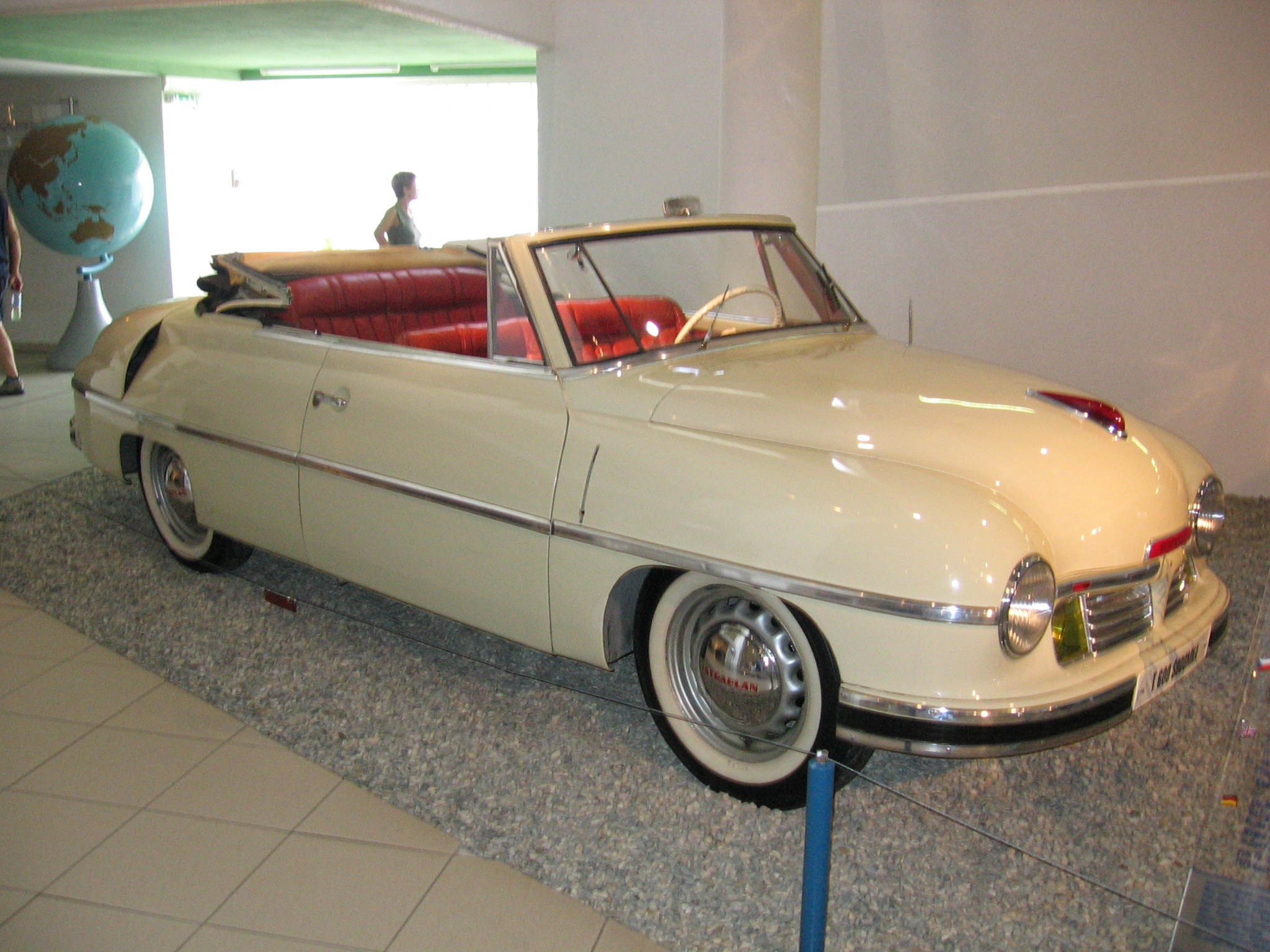
Tatra 600 Cabriolet Sodomka
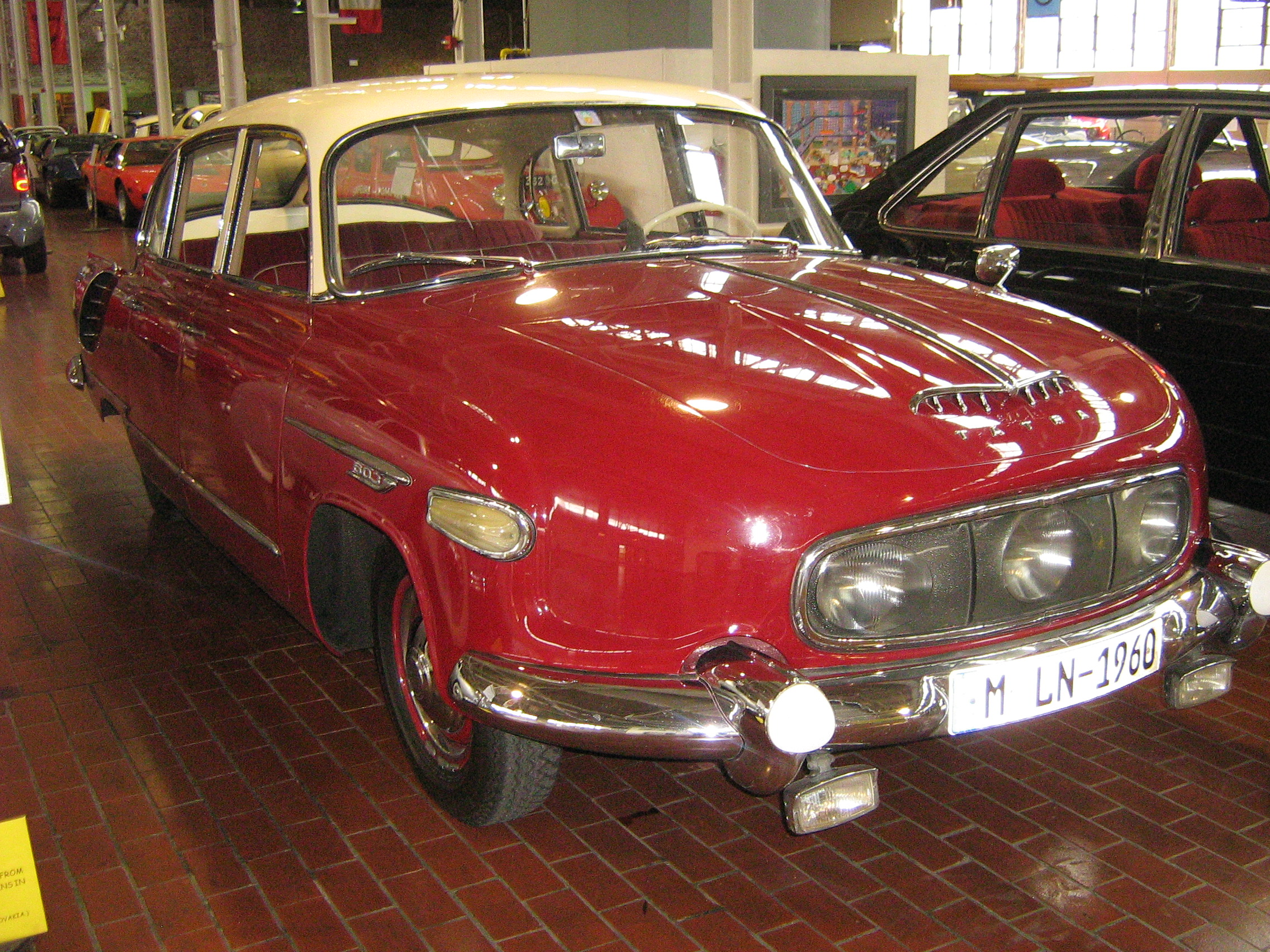
Tatra 603/1
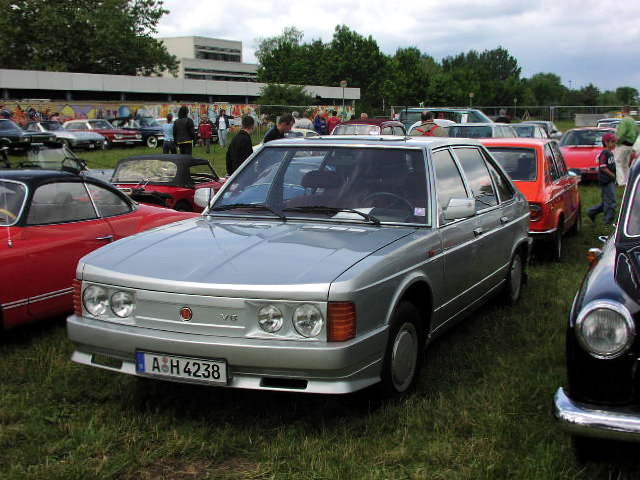
Tatra 613/3
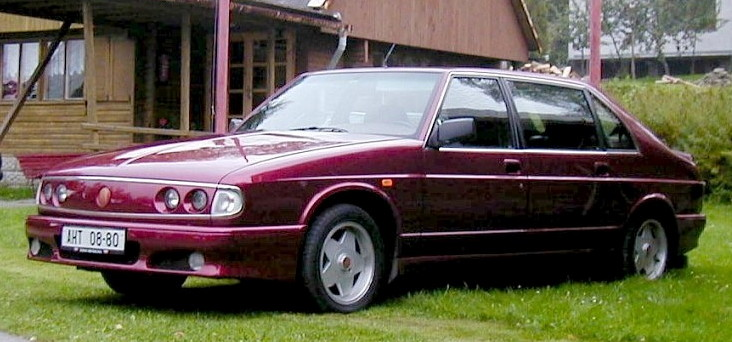
Tatra 700
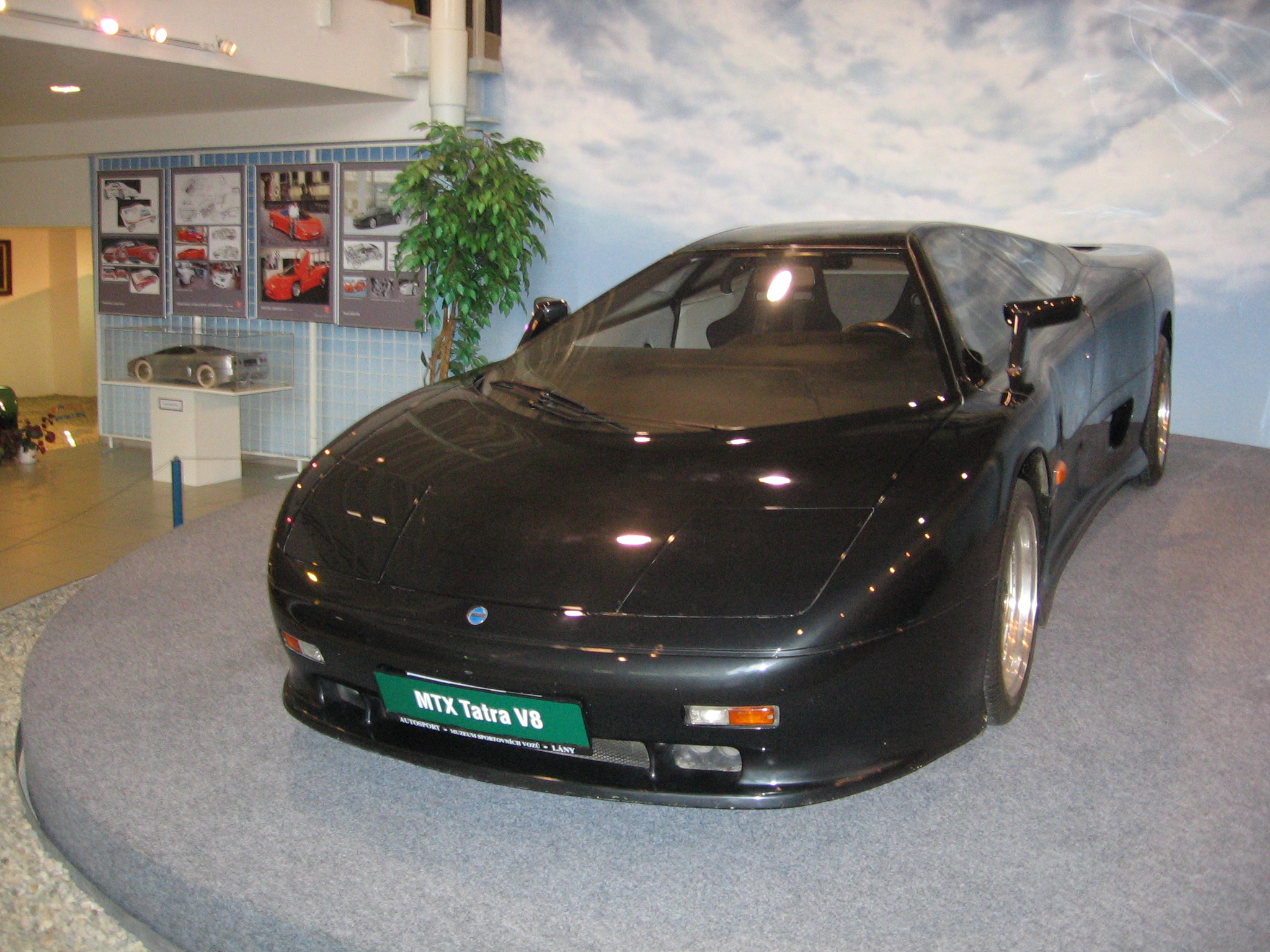
Prototype de la Tatra MTX 4RS
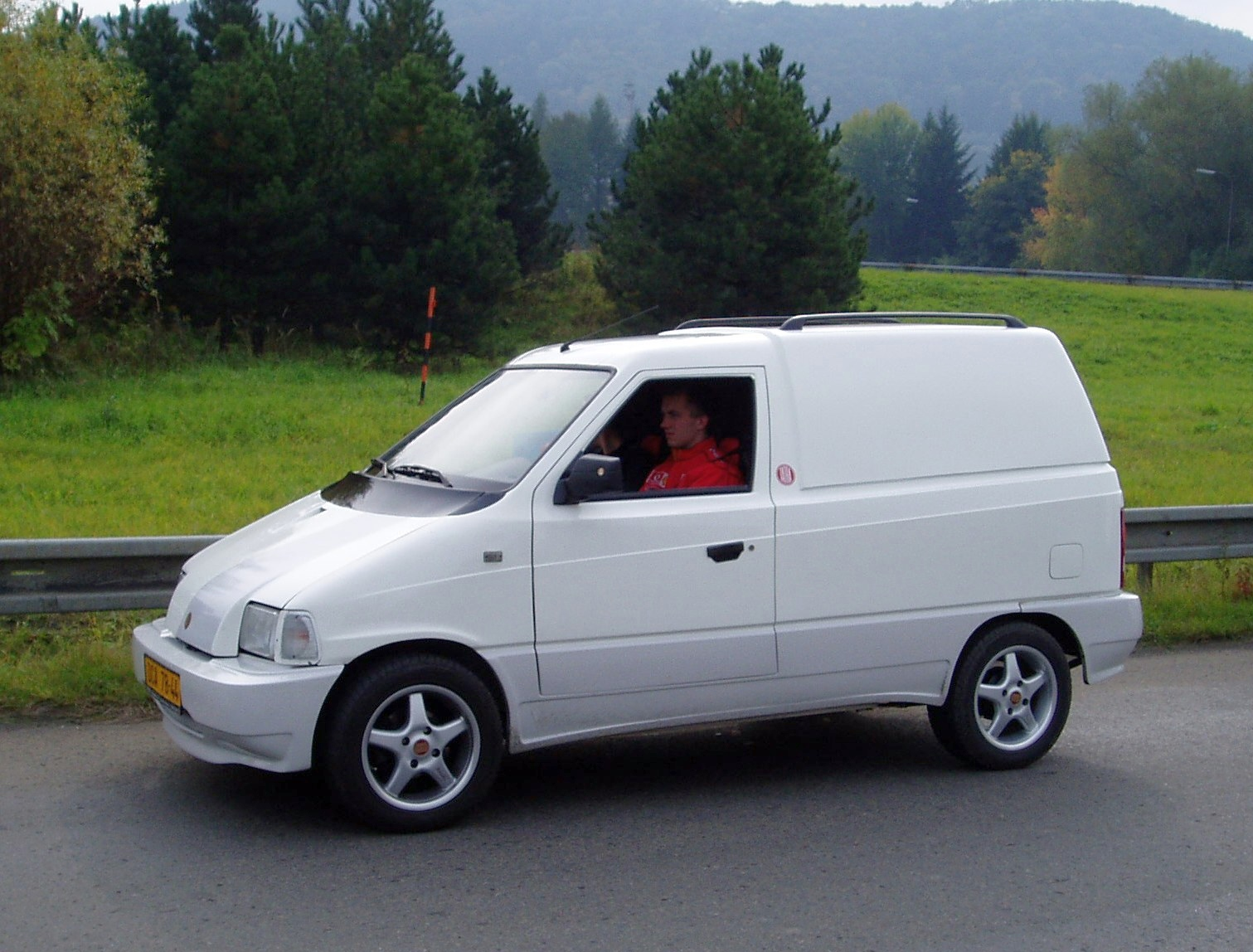
Tatra Beta

## Camions

### Modèles

#### Avant-guerre
- Nesseldorf TL 2
- Nesseldorf TL 4
- Tatra 13
- Tatra 22
- Tatra 23
- Tatra 24
- Tatra 25
- Tatra 27
- Tatra 28
- Tatra 43
- Tatra 49
- Tatra 74
- Tatra 79
- Tatra 81
- Tatra 84
- Tatra 85
- Tatra 92
- Tatra 93

#### Après-guerre
- Tatra 111
- Tatra 114
- Tatra 115
- Tatra 116
- Tatra 128
- Tatra 130
- Tatra 137
- Tatra 138
- Tatra 141
- Tatra 147
- Tatra 148
- Tatra 157
- Tatra 162
- Tatra 163
- Tatra 805
- Tatra 810 (collaboration avec Renault Trucks)
- Tatra 813
- Tatra 815
- Tatra 816
- Tatra 817

### Sport
Grâce à son pilote tchèque Karel Loprais, dit Monsieur Dakar,  Tatra possède un palmarès honorable dans la catégorie camions sur le Rallye Paris-Dakar :
- Sextuple vainqueur de la catégorie camions (trucks), en 1988, 1994, 1995, 1998, 1999 et 2001 (de 1998 à 2001 sur TATRA 815-2 ZE R55 4x4 Dakar "Puma");
- 4 secondes places dans la catégorie camions du "Dakar", en 1987, 1996, 2000 et 2002;
- une troisième place dans la catégorie camions du "Dakar", en 1992.

### Galerie
- Tatra 43
- Tatra 93
- Tatra 111
- Tatra 138
- Tatra 813
- Tatra 815
- Tatra 163

## Avions

### Modèles
- Tatra T-001
- Tatra T-101
- Tatra T-126
- Tatra T-131
- Tatra T-201
- Tatra T-301

## Divers
C'est avec une Tatra 87 qu'Hanzelka et Zikmund effectuèrent leur premier voyage de 1947 à 1950 en Afrique et en Amérique du Sud. Lors de leur second voyage, ils utiliseront des Tatra 805 pour parcourir l'Europe de l'Est et l'Asie.